# Bunde

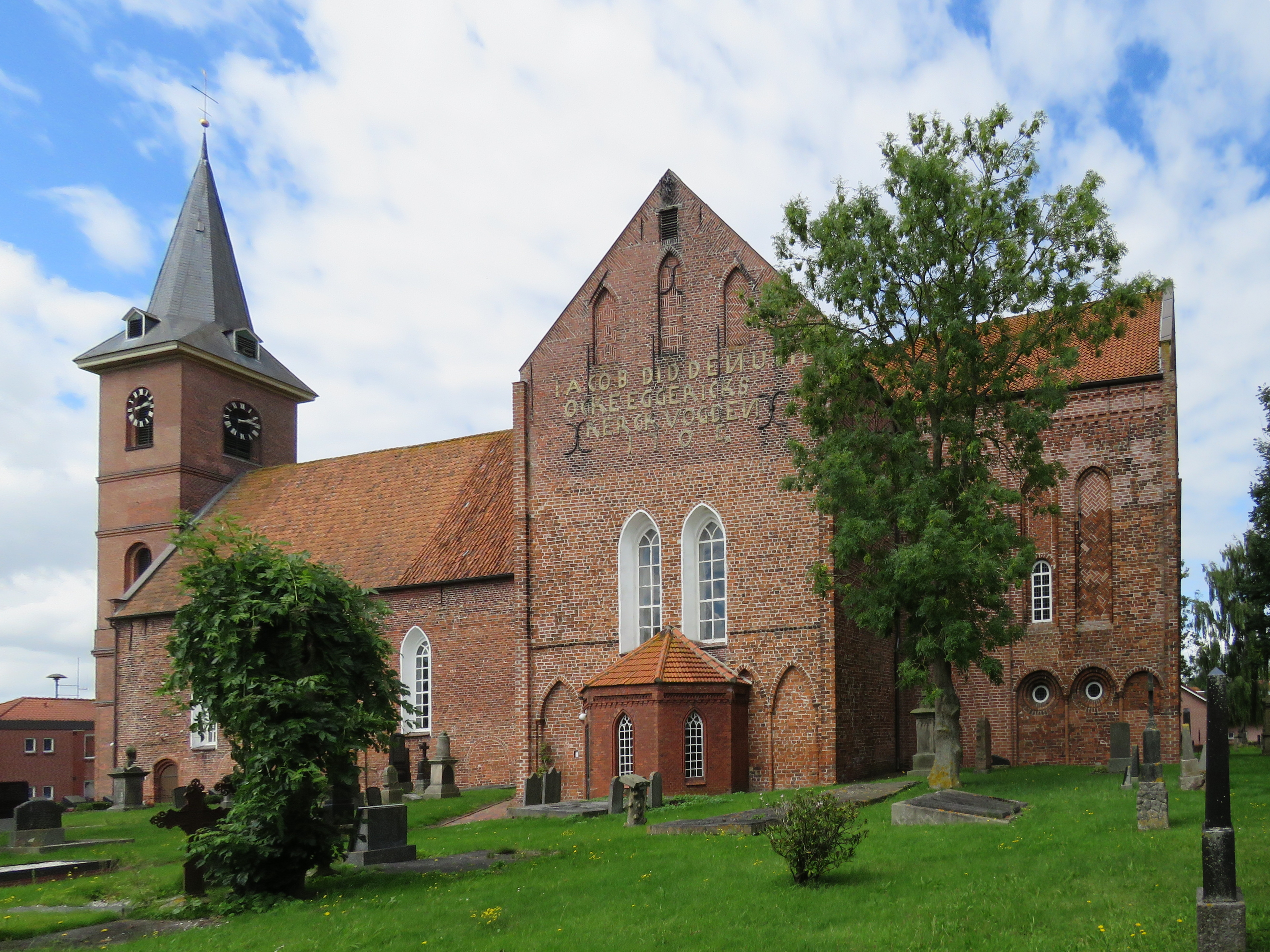
Südseite der Reformierten Kirche Bunde

Bunde ist eine Einheitsgemeinde im ostfriesischen Landkreis Leer in Niedersachsen. Bunde liegt im Rheiderland, einer der vier historischen Landschaften des Landkreises Leer. Die Gemeinde liegt am Dollart, einer Bucht der Nordsee. Sie hat als einzige ostfriesische Kommune eine Landgrenze zu den Niederlanden.
Bunde zählt zu den kleineren Einheitsgemeinden Ostfrieslands. Die 7463 Einwohner leben auf ca. 121 Quadratkilometern, was eine recht geringe Einwohnerdichte von 62 Einwohnern pro Quadratkilometer ergibt. Etwas mehr als die Hälfte der Einwohner (knapp 3900) lebt im namensgebenden Hauptort. Bemerkenswert ist der hohe Anteil von knapp neun Prozent Niederländern.
Im Wynhamster Kolk befindet sich mit 2,5 Meter unter dem Meeresspiegel eine der tiefsten Stellen der Bundesrepublik. Es ist ein Anfang des 19. Jahrhunderts trockengelegtes Gebiet, das nach der Zweiten Cosmas- und Damianflut 1509 vom Meer überspült wurde. Weite Teile des Gemeindegebietes wurden dem Meer durch Anlegung von Poldern wieder abgerungen.
Die Gemeinde ist wirtschaftlich von Landwirtschaft und Tourismus geprägt. Seit 1998 ist die Gemeinde „staatlich anerkannter Erholungsort“. Produzierendes Gewerbe spielt nur eine sehr untergeordnete Rolle. Bunde ist eine Auspendlergemeinde, die Einwohner pendeln vor allem in die Kreisstadt Leer. Die niederländischen Einwohner pendeln zumeist ins Nachbarland. Das Land Niedersachsen führt Bunde als Grundzentrum.
Zum kulturellen Erbe der Gemeinde zählen die Reformierte Kreuzkirche im Hauptort aus dem 13. Jahrhundert und das Steinhaus Bunderhee, eine später erweiterte Turmburg aus dem 14. Jahrhundert. Es ist damit eine der ältesten Burganlagen Ostfrieslands. In den Poldergebieten stehen einige außergewöhnlich große Gulfhöfe.

## Geographie

### Lage und Ausdehnung

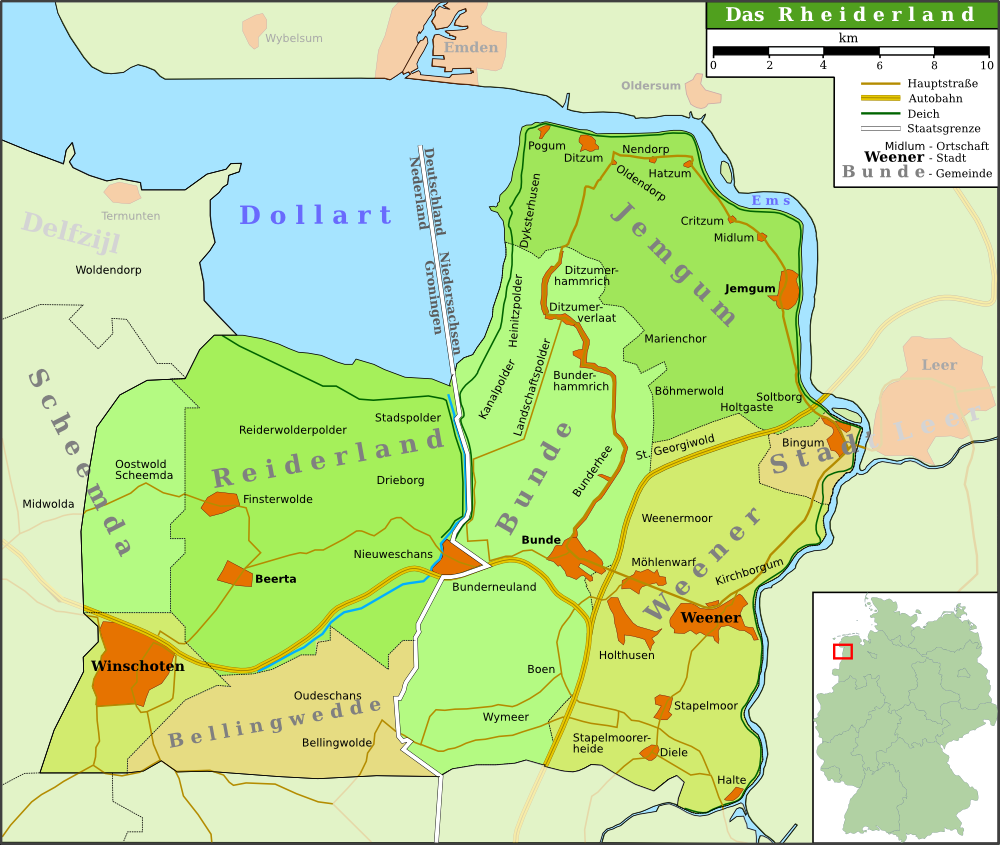
Lage von Bunde im Rheiderland

Die Gemeinde Bunde liegt im Rheiderland, einem der vier historischen Landstriche im Landkreis Leer neben dem Overledingerland, Moormerland und Lengenerland. Das Rheiderland ist die einzige Region Ostfrieslands, die sich links der Ems befindet. Die Kreisstadt Leer liegt etwa 13 Kilometer nordöstlich des Hauptortes Bunde. Die Gemeinde ist die einzige in Ostfriesland, die eine gemeinsame Landgrenze mit den Niederlanden hat. Der niederländische Ort Bad Nieuweschans (Bad Neuschanz in der Provinz Groningen) ragt in die Gemeindefläche von Bunde hinein. Im Nordwesten wird die Gemeinde Bunde von der Meeresbucht Dollart begrenzt, die zum Nationalpark Niedersächsisches Wattenmeer gehört. Bedingt durch die Grenzlage Bundes befindet sich die nächstgelegene Großstadt in den Niederlanden: Groningen liegt etwa 47 Kilometer westlich. Die nächstgelegene deutsche Großstadt ist das rund 64 Kilometer entfernte Oldenburg in östlicher Richtung. Das Regionale Raumordnungsprogramm des Landkreises Leer teilt dem Hauptort Bunde die Funktion eines Grundzentrums für das Gemeindegebiet zu.
Die Gemeinde erstreckt sich in vornehmlich in nord-südlicher Richtung, mit einer Maximalausdehnung von knapp 19 Kilometern zwischen Ditzumerhammrich im Norden und den Hochmoorgebieten bei Wymeer im Süden. In Ost-West-Richtung hingegen beträgt die Maximalausdehnung lediglich knapp sieben Kilometer zwischen der niederländischen Grenze und der Grenze zur Gemeinde Jemgum bei der Jemgumer Ortschaft Böhmerwold.
Das Rheiderland mit Bunde liegt innerhalb von Ostfriesland recht isoliert, da es durch die Ems vom deutlich größeren, einwohnerreicheren und wirtschaftsstärkeren Rest der Region abgegrenzt ist. In der Vergangenheit wurde diese Randlage innerhalb der Region durch Fährverbindungen zumindest abgemildert. Von mehreren Fährverbindungen von Rheiderländer Dörfern aus ist lediglich diejenige zwischen Ditzum und dem Emder Stadtteil Petkum übriggeblieben. Auf dem Straßenwege hingegen blieben besonders das nördliche Rheiderland und damit Teile der Gemeinde Bunde lange Zeit eher abgeschieden. Verstärkt wurde diese Randlage innerhalb Ostfrieslands und Deutschlands noch durch die Grenzlage zu den Niederlanden, die erst durch die Grenzöffnungen im Zuge der europäischen Einigung an Bedeutung verloren hat. Der Bau der Bundesautobahn 31 auf dem Gebiet des Rheiderlands bis Ende der 1980er/Anfang der 1990er Jahre hat die Nachteile der Randlage etwas abgemildert.

### Geologie, Böden und Relief

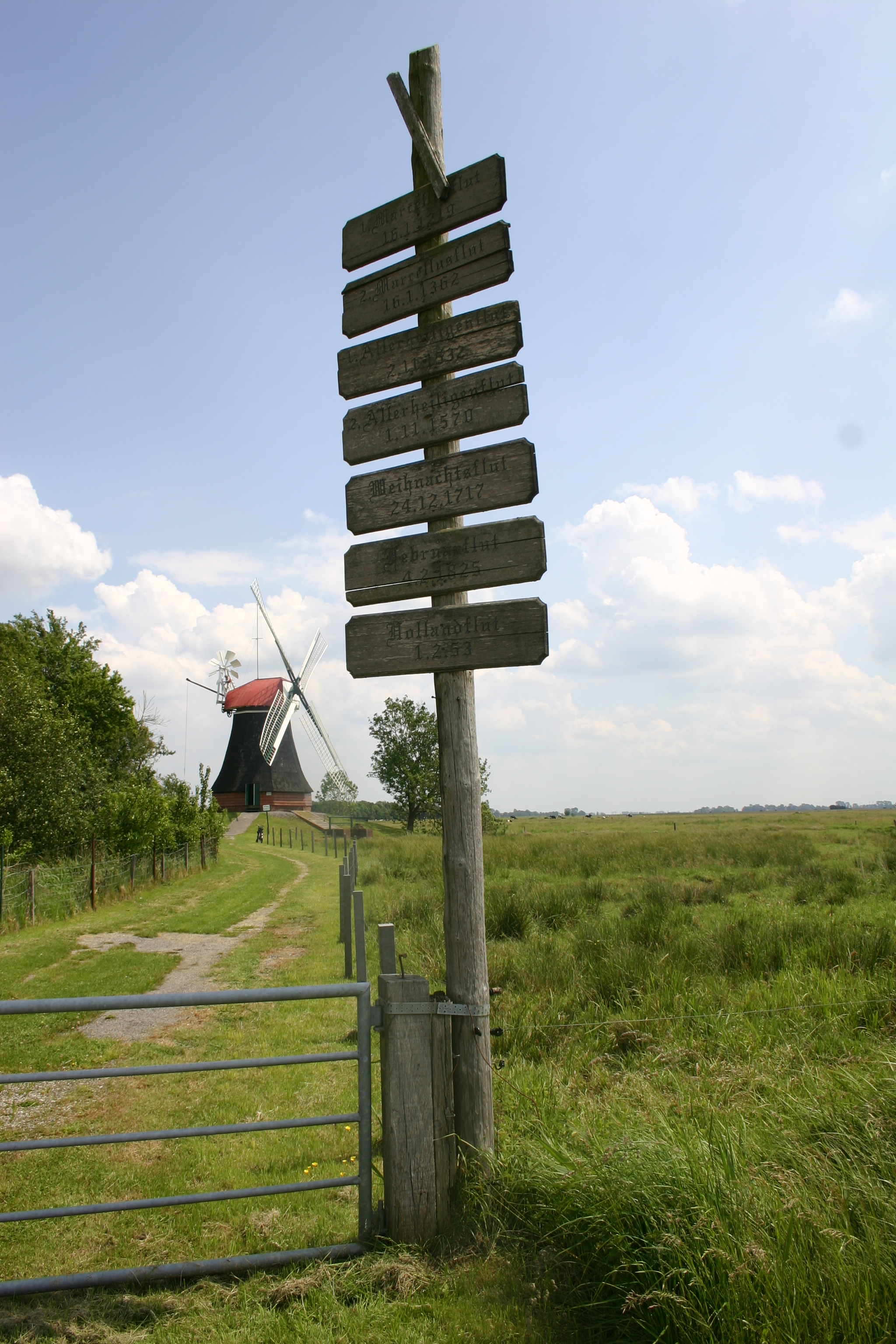
Wynhamster Kolk mit der Windmühle, die die Gegend entwässerte, und einem Hinweisschild auf Sturmfluthöhen

Sedimente und Ablagerungen teils vom Pleistozän (Geest) und teils vom Holozän (Moor und Marsch) bestimmen das geologische Bild. Durch Sandablagerungen entstand die Geest, während die Marsch ein Schwemmland ist, das dem Meer durch Landgewinnung abgerungen wurde. Der Ort Bunde liegt im Süden eines kleinen, süd-nördlich verlaufenden Geestrückens mit dem Ortskern in einer Höhe von 8,6 Metern über Normalnull. Der Geestrücken, der auch Teile des Gebietes der Nachbarstadt Weener einschließt, bildet einen eigenständigen Geestkörper in Ostfriesland; er ist vom deutlich größeren oldenburgisch-ostfriesischen Geestrücken im zentralen Teil Ostfrieslands durch die Emsniederung und ihre Flussmarschen getrennt.

Schema einer Auskolkung in der Gewässersohle

Das Relief des Gemeindegebiets ist nur wenig ausgeprägt. Im Wynhamster Kolk bei Ditzumerverlaat befindet sich eine der tiefsten Landstellen Deutschlands. Der Kolk entstand beim Dollartdurchbruch 1509 und liegt 2,50 Meter unter dem Meeresspiegel. Der Kolk und das ihn umgebende Gebiet von etwa 160 Hektar Größe wurden ab 1804 durch eine Wasserschöpfmühle trockengelegt. Zwischen der höchsten Stelle im Bunder Ortskern rund um die Kirche und dem erwähnten tiefsten Punkt des Gemeindegebiets besteht ein Höhenunterschied von etwa elf Metern, wobei die Geest im Hauptort Bunde bereits innerhalb der Ortschaft stark abflacht.
Außerhalb dieser Geestinsel teilt sich das Gemeindegebiet grob in einen nordwestlichen und einen südöstlichen Teil. Im Südosten befinden sich ausgedehnte Moorgebiete. Der gesamte Nordwesten der Gemeinde wurde nach 1509 durch Einpolderungen dem Dollart Stück für Stück wieder abgerungen.
Die Polderböden im Nordwesten des Gemeindegebietes sind vornehmlich Kalkmarsch- und Kleimarschböden aus Ton und Schluff von hoher Ertragsfähigkeit. In den Altpoldern, die bereits vor dem 18. Jahrhundert eingedeicht wurden, ist die Bodenverwitterung durch Entkalkung und Versauerung bereits weiter fortgeschritten. Die Entkalkungstiefe liegt bei etwa 30 bis 70 Zentimetern. In den neueren Poldern hingegen liegt sie höchstens bei 30 Zentimetern Tiefe, was zu einer höheren Fruchtbarkeit der Böden beiträgt. An diese Polder schließen sich schmale Streifen von Moormarschböden an: Es sind Moorböden, die bei vorneuzeitlichen Sturmfluten und Meeresspiegel-Anstiegen überschlickt wurden. Der Geestkern um den Hauptort wird von Podsol-Böden gebildet. Im Süden des Gemeindegebietes rund um die Ortsteile Wymeer und Boen gibt es stark humose Böden auf rekultivierten Abtorfungsflächen, daneben im äußersten Süden auch Hochmoorflächen, die sich weiter südlich im Gebiet des Nachbarlandkreises Emsland ausgedehnt fortsetzen.

### Flächennutzung
| Nutzung                             | Fläche in ha |
| ----------------------------------- | ------------ |
| Gebäude- und Freiflächen            | 564          |
| davon Wohnflächen                   | 321          |
| davon Gewerbe- und Industrieflächen | 39           |
| Betriebsflächen                     | 5            |
| davon Abbauflächen (besonders Sand) | 1            |
| Erholungsflächen                    | 23           |
| davon Grünanlagen                   | 8            |
| Verkehrsflächen                     | 302          |
| davon Straßen, Wege, Plätze         | 292          |
| Landwirtschaftsflächen              | 8.926        |
| davon Moore                         | 87           |
| Wasserflächen                       | 2.166        |
| Waldflächen                         | 37           |
| Flächen anderer Nutzung             | 75           |
| davon Friedhöfe                     | 3            |
| davon Unland                        | 15           |
| Gesamtfläche                        | 12.100       |

Die Flächennutzungstabelle rechts macht den überragenden Anteil der Landwirtschaftsflächen in der Gemeinde Bunde auf Geest und Marsch von fast 74 Prozent deutlich. Damit liegt Bunde knapp unter dem ostfriesischen Durchschnitt von rund 75 Prozent, jedoch deutlich über dem bundesrepublikanischen Durchschnitt von 52,3 Prozent.
Gewässer bedecken etwa 18 Prozent des Gemeindegebietes, vor allem in Gestalt von unzähligen kleinen und größeren Entwässerungsgräben sowie mehreren Kanälen, die sich vom Süden des Gemeindegebietes bis in dessen Norden erstrecken. Die Kanäle dienen in erster Linie der Entwässerung der Moorgebiete im Süden der Gemeinde und der tief gelegenen Marschflächen im Nordwesten Bundes. In früheren Zeiten wurden sie auch mit kleineren Fahrzeugen für die Schifffahrt genutzt. Mit 17,3 Prozent Wasserflächenanteil wird der Bundesdurchschnitt von 2,4 Prozent um ein Mehrfaches übertroffen.
Bunde ist hingegen nur äußerst spärlich bewaldet, selbst im Vergleich zum gesamten Ostfriesland, das in Deutschland eine extrem unterdurchschnittliche Waldfläche aufweist. 0,3 Prozent der Gemeindefläche bestehen aus Wald (im Vergleich zu 2,6 Prozent in Ostfriesland und 30,1 Prozent in der Bundesrepublik). Außer Wallheckenlandschaften gibt es nur wenige kleinere aufgeforstete Flächen wie das Wäldchen hinter dem Friedensweg im Hauptort. Bäume wurden zudem als Windfang, zur Einfriedung von Feldern und als Straßengrün gepflanzt. In früheren Jahrhunderten wurde der Baumbestand auf den Geestflächen gerodet, um Bauholz und landwirtschaftliche Flächen zu gewinnen.

### Nachbargemeinden
Bunde grenzt an fünf Gemeinden, die in zwei Staaten und innerhalb Deutschlands in zwei Landkreisen liegen. Nachbarn im Landkreis Leer sind die beiden anderen rheiderländischen Kommunen, die Gemeinde Jemgum im Norden und Nordosten sowie die Stadt Weener im Osten. Im Süden grenzt Bunde an die Gemeinde Rhede im Landkreis Emsland. Die westlichen Nachbargemeinden sind niederländisch: Im Südwesten liegt Westerwolde und im Westen die Gemeinde Oldambt, die am 1. Januar 2010 durch den Zusammenschluss der bisherigen Gemeinden Reiderland, Scheemda und Winschoten gebildet wurde. Zuvor war Reiderland (im Niederländischen ohne „h“ geschrieben) die westliche Nachbargemeinde Bundes. Im Nordwesten hat Bunde keine Landgrenze, dort liegt der Dollart.

### Gemeindegliederung
Die Gemeinde Bunde hat fünf Ortschaften mit je einem Ortsvorsteher, die aus den Mitgliedsgemeinden der am 1. November 2001 aufgelösten Samtgemeinde Bunde hervorgingen:
| Ortschaft | Einwohner | Fläche (km²) | Karte |
| --------- | --------- | ------------ | ----- |
| Boen      | 461       | 8,81         |       |
| Bunde     | 3885      | 19,69        |       |
| Bunderhee | 598       | 16,17        |       |
| Dollart   | 1285      | 53,40        |       |
| Wymeer    | 1351      | 22,96        |       |
| Gesamt    | 7580      | 121,03       |       |

Ein Sonderfall ist die Ortschaft Dollart. Diese besteht aus mehreren Dörfern und war bis 1973 selbst eine Samtgemeinde. Einen historischen Ort namens Dollart gab es nicht. Die in der heutigen Ortschaft Dollart zusammengefassten Dörfer Bunderhammrich, Ditzumerhammrich, Ditzumerverlaat, Heinitzpolder, Kanalpolder und Landschaftspolder haben immer noch ein starkes Eigenleben. Sie umfassen den Großteil der seit 1509 von der See zurückgewonnenen Polder.
Heute wohnen in den fünf Ortsteilen auf rund 121 Quadratkilometern mehr als 7500 Einwohner. Die Einwohnerdichte von ungefähr 62 Einwohnern pro Quadratkilometer ist selbst im innerostfriesischen Vergleich sehr niedrig. Ostfriesland ist mit rund 148 Einwohnern pro Quadratkilometer bereits dünner besiedelt als Niedersachsen (etwa 166) und Deutschland (etwa 230).

### Klima
Bunde liegt in der gemäßigten Klimazone, im Einflussbereich der Nordsee. Im Sommer sind die Tagestemperaturen tiefer, im Winter häufig höher als im weiteren Inland. Das Klima ist von der mitteleuropäischen Westwindzone geprägt.
Nach der Klimaklassifikation von Köppen befindet sich die Gemeinde in der Einteilung Cfb (Klimazone C: warm-gemäßigtes Klima, Klimatyp f: feucht-gemäßigtes Klima, Untertyp b: warme Sommer). Innerhalb der gemäßigten Zone wird es dem Klimabezirk Niedersächsisches Flachland Nordsee-Küste zugeordnet, der maritim geprägt ist und sich durch relativ kühle und regenreiche Sommer, verhältnismäßig milde, schneearme Winter, vorherrschende West- und Südwestwinde sowie hohe Jahresniederschläge auszeichnet.
Mikroklimatisch sind die Hochmoorgebiete im Süden des Gemeindegebietes zu berücksichtigen. Wegen der Untergrundverhältnisse in einem Regenmoor sind die Temperaturunterschiede zwischen Tag und Nacht extrem. Im Sommer kann es tagsüber zu sehr hohen Temperaturen am Boden kommen, so dass durch Selbstentzündung Moorbrände entstehen können. Zudem sind Moorgegenden sehr viel nebelintensiver als ihre Umgebung. Durch den jahrhundertelangen Torfabbau und die damit verbundene Entwässerung ist dieser Effekt allerdings nicht mehr so stark ausgeprägt wie in der ursprünglichen Naturlandschaft. Die Anzahl der Frosttage ist allerdings im Hochmoorgebiet deutlich höher als in der Umgebung. Es kommt häufiger zu Früh- und Spätfrösten.
Wetterdaten werden für das etwa 13 Kilometer entfernte Leer erhoben, das ähnliche klimatische Bedingungen aufweist: Die Temperaturen liegen dort derzeit im Jahresmittel bei 9 °C mit Höchstwerten in den Monaten Juli und August um die 20 °C und mittleren Niedrigstwerten um −2 °C im Dezember und im Januar. Die meisten Regentage gibt es mit jeweils 14 im November und Dezember, die wenigsten im März und Mai, wo an neun Tagen Niederschlag fällt. Die Zahl der durchschnittlichen Sonnenstunden pro Tag schwankt zwischen einer (Dezember/Januar) und sechs Stunden (Mai/Juni). Die mittlere frostfreie Zeit wird mit 170 bis 187 Tagen angegeben. Die mittlere Niederschlagsmenge liegt bei 738 mm/Jahr, die mittlere jährliche Sonnenscheindauer bei 1550 bis 1600 Stunden.
|                       | Jan  | Feb  | Mär  | Apr  | Mai  | Jun  | Jul  | Aug  | Sep  | Okt  | Nov  | Dez  |   |      |
| Mittl. Tagesmax. (°C) | 4    | 5    | 8    | 12   | 17   | 20   | 21   | 21   | 18   | 14   | 8    | 5    | ⌀ | 12,8 |
| Mittl. Tagesmin. (°C) | −2   | −1   | 1    | 3    | 6    | 9    | 11   | 11   | 9    | 6    | 2    | 0    | ⌀ | 4,6  |
|                       |      |      |      |      |      |      |      |      |      |      |      |      |   |      |
| Niederschlag (mm)     | 59,2 | 40,1 | 51,4 | 46,0 | 61,5 | 77,4 | 74,8 | 67,2 | 65,6 | 62,5 | 69,1 | 63,2 | Σ | 738  |
|                       |      |      |      |      |      |      |      |      |      |      |      |      |   |      |
| Sonnenstunden (h/d)   | 1    | 2    | 3    | 5    | 6    | 6    | 6    | 6    | 4    | 3    | 2    | 1    | ⌀ | 3,8  |
|                       |      |      |      |      |      |      |      |      |      |      |      |      |   |      |
| Regentage (d)         | 13   | 9    | 12   | 10   | 11   | 11   | 11   | 11   | 11   | 11   | 14   | 14   | Σ | 138  |

| −2 |

| −1 |

| 1 |

| 3 |

| 6 |

| 9 |

| 11 |

| 11 |

| 9 |

| 6 |

| 2 |

| 0 |

| −2 |

| −1 |

| 1 |

| 3 |

| 6 |

| 9 |

| 11 |

| 11 |

| 9 |

| 6 |

| 2 |

| 0 |

### Schutzgebiete

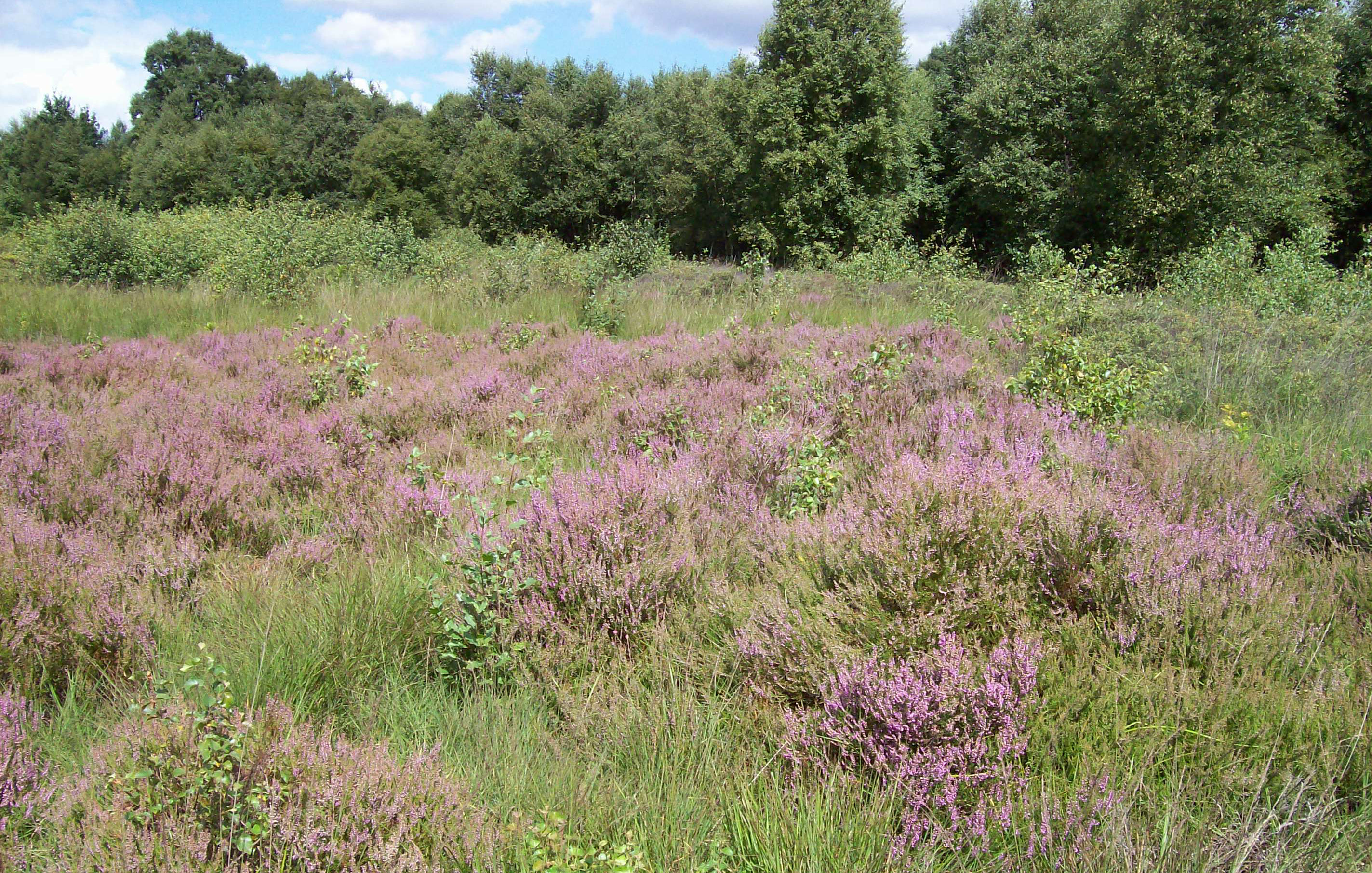
Blühende Heide im Hochmoor Wymeer

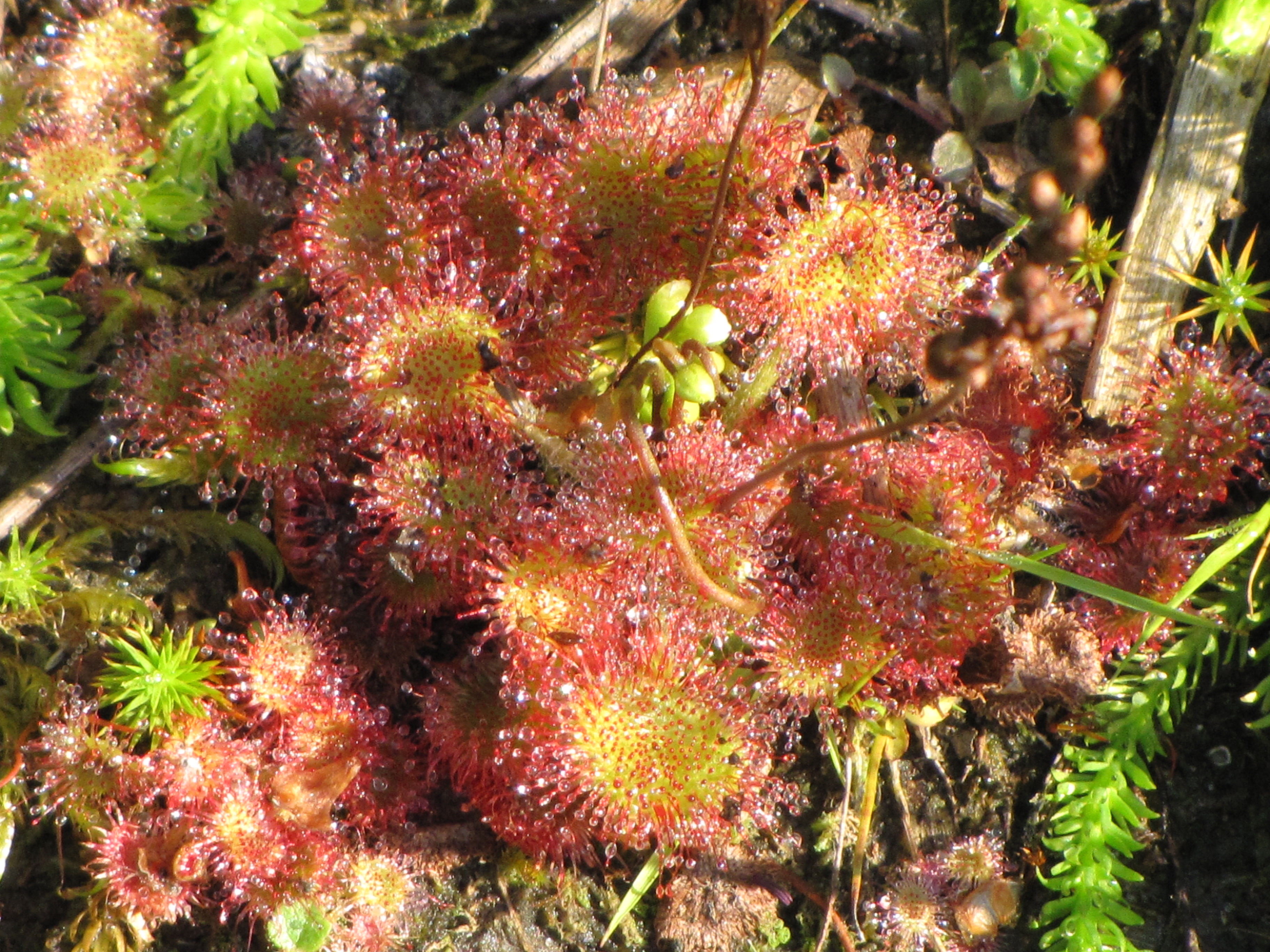
Rundblättriger Sonnentau im Hochmoorgebiet Wymeer

Westlich des Bunder Gemeindegebiets liegt der Dollart, dessen südlicher Teil (jenseits der Bundeswasserstraße Ems) zum Nationalpark Niedersächsisches Wattenmeer gehört. Dieser ist seit Juni 2009 UNESCO-Weltnaturerbe. Der Abschnitt des Dollarts vor dem Deich der Gemeinde Bunde gehört zur am strengsten geschützten Ruhezone.
Auf dem Gemeindegebiet befinden sich zwei Naturschutzgebiete und ein Landschaftsschutzgebiet. Das Naturschutzgebiet Hochmoor Wymeer ist eine 52 Hektar große Fläche im Bunder Ortsteil Wymeer und steht seit 1983 unter Schutz. Es sind die Reste des einst deutlich weitläufigeren Moorgebietes südlich des genannten Ortsteils. Das Schutzgebiet Süderkolk zwischen Bunderhee und dem Weeneraner Ortsteil St. Georgiwold umfasst elf Hektar und ist seit 1977 als Naturschutzgebiet ausgewiesen. Der Kolk ist eine nach einem Deichbruch ausgespülte Fläche als östlichster Punkt des Dollartdurchbruchs von 1509. Der Kolk verlandet langsam. Daneben finden sich Magergrünland und Erlenbruchwald. Um den Kolk herum befindet sich das 55 Hektar große Landschaftsschutzgebiet Norderkolk und Umgebung, das ein Jahr später unter Schutz gestellt wurde.
Mehrere Einzelbäume sind seit 2005 als Naturdenkmale geschützt. In Wymeer stehen eine Linde und eine Blutbuche sowie eine „Mühlenbaum“ genannte Linde unter Schutz, im Hauptort Bunde zwei Blutbuchen.

## Geschichte
Die heutige Einheitsgemeinde Bunde entstand 2001. Sie ist geografisch allerdings deckungsgleich mit der Samtgemeinde Bunde, die 1973 im Zuge der niedersächsischen Gemeindereform gegründet wurde. Die Geschichte der einzelnen Ortsteile lässt sich urkundlich bis ins Mittelalter zurückverfolgen. Funde aus der Ur- und Frühgeschichte sind im Vergleich zu anderen ostfriesischen Kommunen (besonders jenen auf der Geest) allerdings spärlich.

### Entwicklung des Namens
Überlieferte Namensformen sind Buenda, de Bunda und Bonde. 1428 wurde der Ort in einer Urkunde zum ersten Mal Bunde genannt. Der Name könnte eine Kurzform sein, die aus Bundewida oder Bunwida entstand. Bun- bezeichnet in diesem Fall das Bauen auf einem Boden als Bauland, während wida/widu einen Wald bezeichnet. Dies ließe darauf schließen, dass in karolingischer Zeit des 8./9. Jahrhunderts auf der Geest ein Wald bestand, der später zu Bauzwecken und für den Ackerbau gerodet wurde, was sich mit anderen Gegenden Ostfrieslands deckt.
Weitere Deutungsmöglichkeiten weisen auf das mittelniederdeutsche biunde oder biunte hin, ein Wort für „eingehegtes Grundstück“, oder auf das ebenfalls mittelniederdeutsche bune, gleichzusetzen mit „Zaun oder Schlengenwerk am Ufer“.
Wegen seiner erhöhten Lage wurde der Ort noch am Ende des Mittelalters auch als Hogenbonne (1484 bzw. 1494) bezeichnet.

### Ur- und Frühgeschichte
Steinzeitliche Artefakte sind in Bunde auf einer Sandanhöhe entdeckt worden. Eine aus Geweih gefertigte Axt wurde 1992 in Landschaftspolder entdeckt, sie stammt aus dem Mesolithikum oder der jüngeren Bronzezeit. Die Anwesenheit der Römer im Bereich der Unterems wurde mit der Entdeckung des Fundplatzes Bentumersiel nachgewiesen. Auch auf dem Gebiet der Gemeinde Bunde wurden Tonscherben der römischen Kaiserzeit entdeckt, desgleichen auch in Bunderhammrich. Die dauerhafte Besiedelung der Region nahm auf den nahen Emsuferwällen ihren Ursprung. Dort drängten sich bereits im frühen Mittelalter Flachsiedlungen wie Jemgum und Hatzum dicht an dicht. Im niedrig gelegenen Binnenland der heutigen Gemeinde Bunde dehnten sich dagegen Moore aus, deren Kultivierung erst im hohen und späten Mittelalter begann.

### Mittelalter

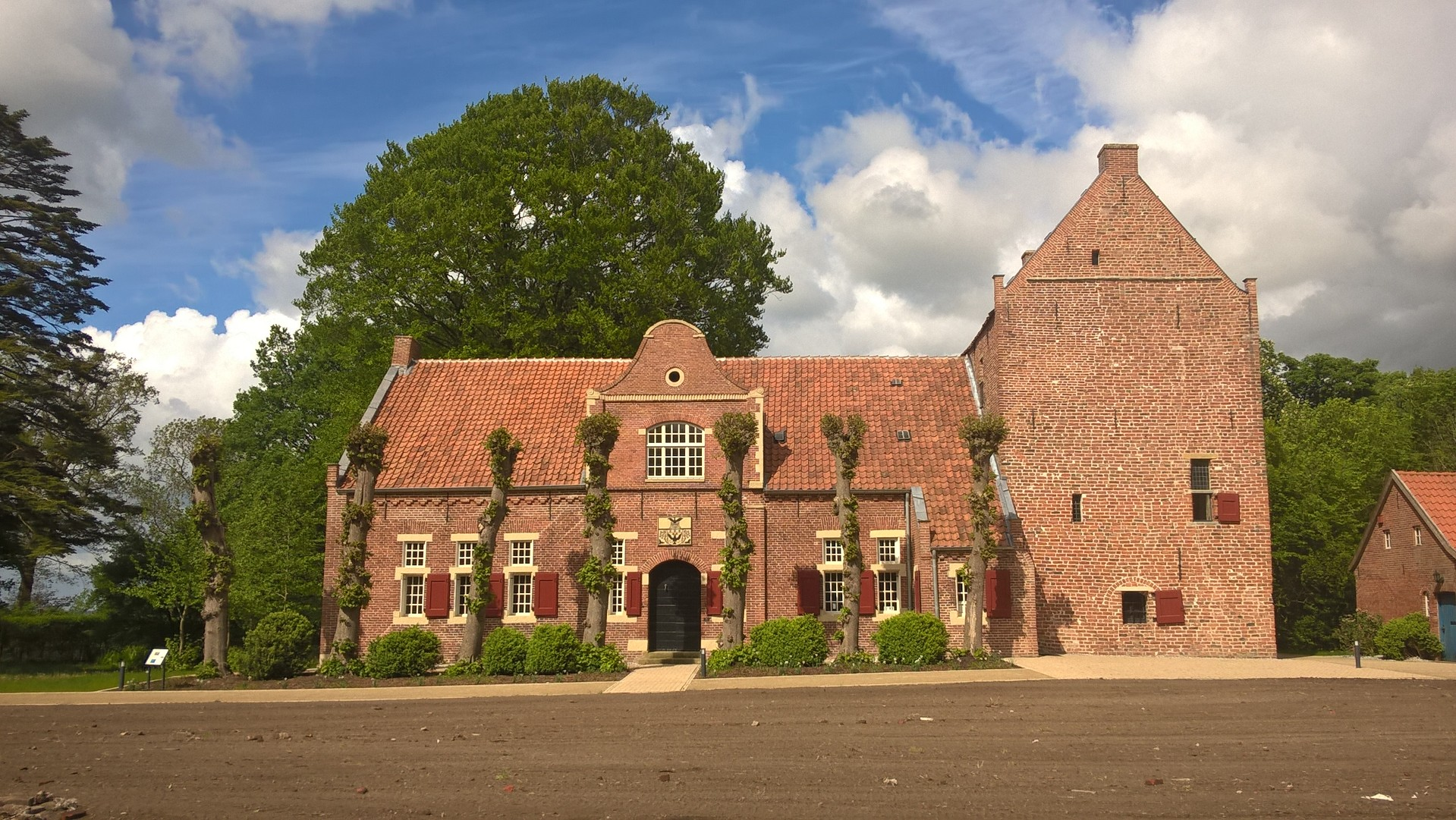
Steinhaus Bunderhee, ein ehemaliger Häuptlingssitz

Aufgrund seiner Lage auf einem Geestrücken blieb der Ort von den großen Sturmfluten des Mittelalters verschont, denen die Hälfte des Rheiderlandes zum Opfer fiel. Durch die hochseesichere Lage und die Position als Grenzort zu den Niederlanden an einer wichtigen West-Ost-Verkehrsstraße, die das Groninger Land mit Oldenburg verband, gewann Bunde als Handelsort im Mittelalter an Bedeutung. Dies ist an der Kreuzkirche ersichtlich, deren großes Langschiff um 1200 errichtet wurde. Aufgrund der Größe der Kirche muss der Ort schon früher eine gewisse Bedeutung gehabt haben. Der Turm der Kirche soll bereits 1246 bei einem Orkan eingestürzt sein.
Im Hoch- und Spätmittelalter entstanden die Reihendörfer Bunderhee, Wymeer und Boen. Dies ergab sich aus den geologischen Verhältnissen; die Siedler fanden einen ungefähr in Nord-Süd-Richtung verlaufenden Geest- und Niedermoorstreifen vor. Um die Moore nutzbar zu machen, wurden parallele Entwässerungsgräben in den Mooren ausgehoben. Jeder der Siedler hatte dabei ein Anrecht auf einen Streifen Moor in einer zuvor vereinbarten Breite. Diesen durfte er in der Länge so weit kolonisieren, bis er auf ein natürliches Hindernis oder für den Fall, dass ein Moorgebiet von zwei gegenüberliegenden Seiten urbar gemacht wurde, auf das Kolonat eines anderen traf. Allerdings war die Länge der Streifen schon durch den damaligen Stand der Technik begrenzt. Die Nutzung der Moore beschränkte sich zunächst auf die Randzonen. Das Ergebnis dieses Vorgangs waren die Reihendörfer mit ihren so genannten Aufstreckungen. Die mittelalterliche Moorkolonisation war wohl im 13., spätestens aber im 14. Jahrhundert abgeschlossen.

Kloster Dünebroek (Stich, 17. Jh.)

Im Mittelalter gehörte Bunde zur katholischen Propstei Hatzum im Bistum Münster. Die Kommende Dünebroek des Johanniterordens, 1319 erstmals erwähnt, verlor nach der Reformation an Bedeutung. 1521 wurde zum letzten Mal von männlichen Klosterbewohnern berichtet. Im Jahr 1540 wohnten nur noch einige Schwestern dort; 1547 wurde das Kloster geplündert. Wegen der Ausdehnung des Dollarts wurde das Kloster Palmar bereits 1447 aufgehoben.
Die Zweite Marcellusflut im Jahre 1362 führte zu einem ersten größeren Einbruch des Dollarts. Vom 14. bis zum Beginn des 16. Jahrhunderts wurde Bunde für etwa 200 Jahre zu einem wichtigen Hafenort, worauf das Wappen mit dem Dreimaster hinweist. Die genaue Lage des Hafens ist nicht sicher; verschiedene Stellen kommen in Betracht: der Katjedeep (Katzentief), die Bunder Burg oder das Steinhaus Bunderhee. Erwogen wurde auch das Tjücher Siel, das einzige dort nachgewiesene Siel, wo der Oll Diek (Alter Deich) beginnt. Die Sturmfluten nötigten die Einwohner der Ortsteile Boen und Wymeer, ihre Siedlungen weiter südwärts in höher gelegenes Terrain zu verlegen.
Im 14. und 15. Jahrhundert lassen sich verschiedene Häuptlinge nachweisen, von denen noch Grabsteine in der Kirche zu finden sind. Im Jahr 1391 trat Okkel Noneka als Bunder Häuptling in Erscheinung. Bis zu Beginn des 15. Jahrhunderts befand sich Bunde unter dem Einfluss der Groninger Ommelande. Als das Geschlecht der tom Brok ab 1400 seine Herrschaft ausdehnte, stand Bunde zwischenzeitlich im Machtbereich von Keno II. tom Brok. Nach Niederschlagung der tom Broks im Jahr 1427 erstarkten wieder die örtlichen Häuptlinge. In den Jahren 1443 bis 1471 sind Luwert Saninga und Wiard Memminga als Häuptlinge in Bunde nachweisbar. Häuptlingssitz war wohl die Burg im Börgerland, im Westen des Ortskerns, von der keine oberirdischen Reste, sondern nur noch ein Hügel mit Burggraben erhalten sind. Eine weitere Häuptlingsburg war das dreigeschossige Steinhaus Bunderhee, das um 1400 erbaut und in den Jahren 1712–1735 um den barocken Wohnanbau erweitert wurde. Als eine der wenigen Häuptlingsburgen dieser Art ist sie im Wesentlichen unverändert erhalten geblieben.

### Bunde unter den Grafen und Fürsten Cirksena (1464 bis 1744)
Mit der Erhebung des Häuptlingsgeschlechts der Cirksena in den Reichsgrafenstand im Jahr 1464 wurde das Rheiderland Teil der Reichsgrafschaft Ostfriesland. Als Graf Edzard der Große gegen die Niederlande vorging, fielen 1501 Groninger über Bunde her und brandschatzten Dorf und Kirche. Sie sollen dabei 300 Ochsen erbeutet haben.
Edzard förderte die Reformation, die in den 1520er Jahren Einzug in Ostfriesland hielt. Bunde wurde evangelisch-reformiert und hatte um 1528 Folcardus und Johann van Hoorn als reformierte Pastoren. Für Wymeer ist der erste reformierte Pfarrer 1564 bezeugt.
In den Jahren 1509 bis 1511 hatte der Dollart mit der Zweiten Cosmas- und Damianflut, der Allerheiligenflut von 1510 und der Antoniflut den Großteil der heutigen Gemeinde überschwemmt und seine größte Ausdehnung erreicht. Einige bewohnte Inseln wie Jarden und Blinke blieben jedoch im Dollart bestehen und dienten den Einwohnern Bundes später bei kriegerischen Überfällen als Zufluchtsorte. Wegen der Überschwemmungen mussten die Einwohner der Orte Wymeer und Boen ihre Siedlungen südwärts auf höher gelegenes Land verlegen. Untergegangen sind unter anderem die Orte Blijham, Wynham und Megenham, die sich auf dem später wieder eingedeichten Gebiet befanden. Unmittelbar nach dieser großen Sturmflut wurden verschiedene Maßnahmen zur Landgewinnung ergriffen und der Dollart wurde schrittweise einpoldert. So wurde der Oll Diek zu Beginn des 16. Jahrhunderts als Verteidigungsdeich gebaut. Er fand seine Fortsetzung im Schwelchdeich bei Dünebroeck, der möglicherweise bereits zur Landgewinnung diente.

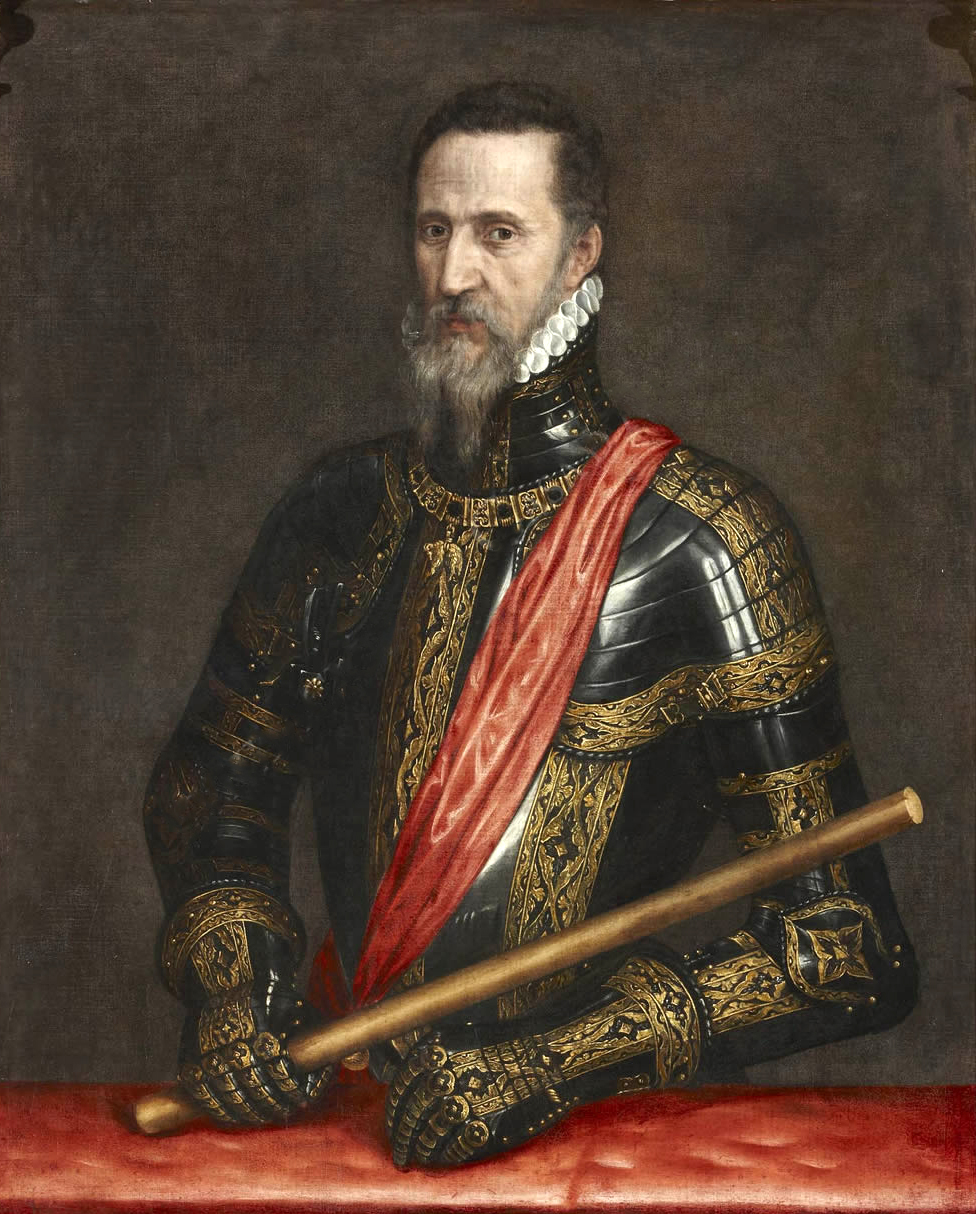
Herzog von Alba

Im weiteren Verlauf des 16. Jahrhunderts hatte Bunde unter Pestepidemien zu leiden. Pastor Oldeborch berichtete für 1566 von 300 Pesttoten. Infolge des Spanisch-niederländischen Krieges fiel Herzog von Alba in das Rheiderland ein und plünderte Bunde, bevor er in der Schlacht von Jemgum (1568) über Ludwig von Nassau siegte. In der weiteren Folge des Krieges ließ Ernst Casimir von Nassau-Dietz, von 1607 bis 1632 und Statthalter von Friesland, Groningen und Drente, auf ostfriesischem Gebiet eine Grenzfestung anlegen, aus der das heutige Bad Neuschanz hervorging. Für diese Grenzkorrektur ohne Rechtsgrundlage, die bis heute Bestand hat (Neuschanz ragt in die Gemeindefläche von Bunde hinein), erhielten die Grafen von Ostfriesland erst viele Jahre später Ausgleichszahlungen.

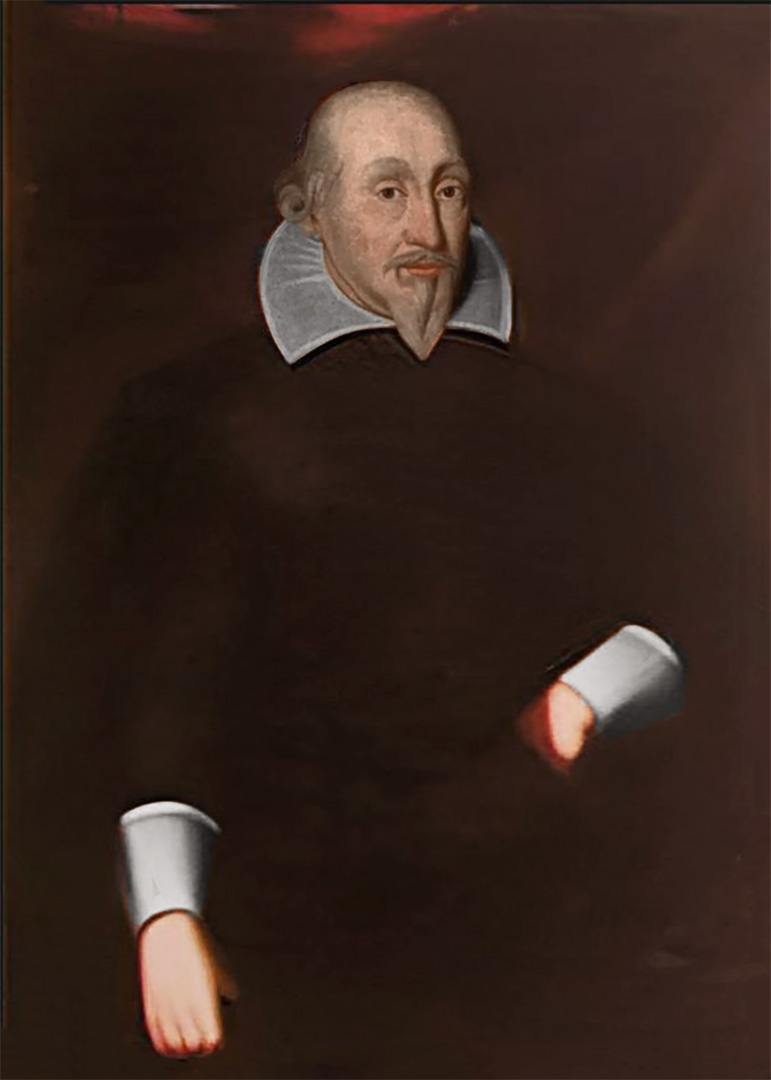
Enno III. war Graf während der ersten Besatzung im Dreißigjährigen Krieg und geriet mit den Bundern in Streit über die neuen Polder

Im Dreißigjährigen Krieg war Ostfriesland zwar nicht Schauplatz von Kampfhandlungen, es wurde jedoch von Truppen als Ruheraum benutzt. Dreimal (1622–1624, 1627–1631 und 1637–1651) zogen fremde Truppen in Ostfriesland ein, darunter hatte auch das Bunder Gebiet zu leiden. Besonders stark betroffen war die Region von der Besetzung durch die Mansfelder. Die beiden folgenden Besetzungen von 1627 bis 1631 durch kaiserliche Truppen unter Tilly bedeuteten zwar ebenfalls Belastungen durch Kontributionen. Die Besatzer hielten jedoch „Manneszucht und vermieden Ausschreitungen“, desgleichen die von 1637 bis 1651 einquartierten hessischen Truppen unter Wilhelm V. von Hessen-Kassel. Auch materiell stellte sich die Situation unter den beiden Besetzungen anders dar als unter Mansfeld: Es wurden zwar Kontributionen eingetrieben, doch wurde das Geld auch wieder in der Region ausgegeben. Während des Krieges brach in Ostfriesland die Pest aus, Todeszahlen für das vorliegende Gebiet sind jedoch nicht dokumentiert.
Nachdem auf der deutschen Seite des Dollarts das Einpoldern im Jahre 1605 mit der Gewinnung des Bunderneulands (936 ha) größere Dimensionen angenommen hatte, begann ein Streit der Anwohner mit dem ostfriesischen Grafenhaus, wem das neugewonnene Land zustehe. Diese Frage betraf nicht nur das Bunder Gebiet, sondern Ostfriesland im Allgemeinen. Allerdings wurde der Streit zwischen Einwohnern von Wymeer, Boen und Bunde, die vor dem Eindeichen des Neulands hinter dem alten Deich siedelten, und den Grafen mit großer Erbitterung geführt, wobei es auch zu Einsätzen von in Leerort stationierten gräflichen Soldaten kam. Diese schritten ein, weil die Anwohner sich weigerten, den neuen Deich instand zu halten, von dem sie, so deren Auffassung, nichts hätten. Ein Urteil des Reichskammergerichts im Jahr 1614 gab dem Grafen Recht. Trotz des Urteils stritten die Anwohner bei weiteren Einpolderungen jedoch erneut mit den Grafen um das Neuland.
Die nächste Neulandgewinnungsmaßnahme erfolgte erst Jahrzehnte später: 1682 wurde der Charlottenpolder (255 ha) eingedeicht. Bei der Eindeichung kam es zu einem der beiden größten Laveys in Ostfriesland, wie dort die Streiks und teils militanten Erhebungen der Deicharbeiter genannt wurden. Der wilde Streik, der wegen der miserablen Arbeitsbedingungen und ausstehenden Lohnzahlungen entstand und bei dem auch Beutezüge auf Bauernhöfe stattfanden, wurde schließlich von herbeigeeilten Soldaten aus der Festung Leerort ohne Todesopfer niedergeschlagen. Bei der Eindeichung des Bunder Interessentenpolders (Süder- und Norder-Christian-Eberhardspolder, insgesamt 1391 ha) in den Jahren 1705/1707 gestand der Graf den Anwohnern (Interessenten) nach langen Verhandlungen schließlich zu, den neuen Polder für sich in Besitz nehmen zu dürfen.

### Vom Königreich Preußen zum Kaiserreich Frankreich (1744 bis 1813/15)

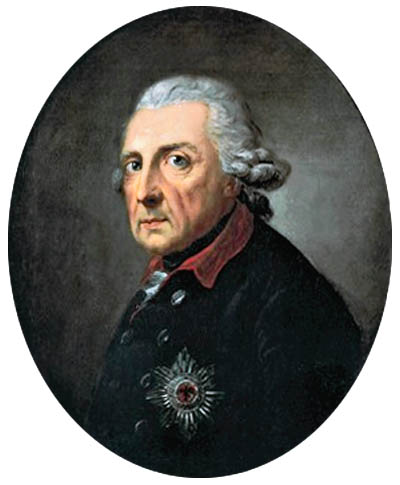
Friedrich der Große zeigte großes Interesse an Eindeichungen in Ostfriesland. In seine Amtszeit fiel unter anderem die Eindeichung von Ostfrieslands größtem Polder, dem Landschaftspolder (1752).

Als die Cirksena 1744 ausstarben, fiel Ostfriesland durch eine Exspektanz an Preußen. Während der Ort Bunde bis zum 17. Jahrhundert wirtschaftlich hauptsächlich von der Landwirtschaft geprägt war, siedelten sich im Zuge der Einpolderungen Handwerker an, die bald einen großen Anteil an der Bevölkerung ausmachten. Im Jahr 1757 fanden sich unter den 1076 Einwohnern 16 Bauern, 54 Heuerlinge, 95 Tagelöhner, 82 Arme und über 100 Handwerker, darunter 16 Schuster, 14 Krämer, elf Schneider, acht Zimmerleute, sieben Bäcker, je sechs Schmiede und Fuhrleute sowie je fünf Gastwirte und Weber.
Das vorliegende Gebiet wurde während des Siebenjährigen Krieges zweimal von fremden Truppen besetzt. Truppen der französischen Generale Dumourier und d’Auvet besetzten den Landstrich 1757, Truppen des Marquis de Conflans 1761. Die Besatzer verlangten Naturalleistungen und Kontributionen.
Der Preußenkönig Friedrich der Große zeigte großes Interesse an den Eindeichungen in Ostfriesland. So entstand ab 1752 der Neue Bunder Polder, der nach Friedrich dem Großen Königspolder genannt wurde. Für 240.000 Reichstaler verkaufte der preußische Staat den Polder an die Ostfriesische Landschaft, die ihn in Landschaftspolder umbenannte. Dort siedelten sich unter anderem mehrere Bauern aus den Niederlanden, aber auch aus anderen ostfriesischen Orten an. Mit rund 1200 Hektar Größe ist der Landschaftspolder der größte Polder Ostfrieslands, auch bei Eindeichungen in neuester Zeit wie nach 1950 im Leybuchtpolder wurde diese Größenordnung nicht wieder erreicht. Eingedeicht wurde Heller, der zuvor bereits nur noch periodisch überspült wurde. Ein sieben Kilometer langer Deich trennte den neuen Polder vom Dollart.
Auf dem eingedeichten Land wurden 24 große Höfe errichtet, die entlang der einzigen, nord-südöstlich verlaufenden Straße aufgereiht waren. Bis auf drei waren sämtliche Höfe als (Erb-)Pachthöfe angelegt. In dem fruchtbaren Land kamen die Großbauern schnell zu Reichtum, der sich in einem aufwändigen Lebensstil niederschlug, weswegen sie im Volksmund auch als Polderfürsten bezeichnet wurden.

„Durch die ungewöhnlich hohen Erträge aus den Polderländereien kamen die (…) Erbpächter schnell zu großem Reichtum. Einige wenige Beispiele mögen das belegen: Der Bau einer Schule für die Kinder des Ortes (…) wurde nicht als erforderlich angesehen. Es entsprach dem Selbstverständnis der Polderbauern, daß sie selbst für den Unterricht ihrer Kinder sorgen konnten und keine öffentliche Schule benötigten. Gegen Ende des 18. Jahrhunderts gab es 36 schulpflichtige Kinder in Landschaftspolder, die alle durch Privatlehrer unterrichtet wurden, 1798 waren drei Lehrkräfte von den Einwohnern angestellt.“

Nach dem Urbarmachungsedikt von 1765 entstand im Gemeindegebiet in der bis 1806 währenden ersten preußischen Ära nur noch ein weiterer Polder, der 1795 eingedeichte Heinitzpolder (626 ha), nach dem preußischen Staatsminister Freiherr Anton von Heinitz benannt. Als erster Polder in Ostfriesland erhielt der Heinitzpolder einen schiffbaren Kanal, der in Richtung Süden führte und über das Flüsschen Aa den Dollart direkt per Schiff erreichbar machte.
Bauern aus Landschaftspolder legten 1804 das Gebiet rund um den Wynhamster Kolk trocken. Sie errichteten dazu eine noch bestehende Wasserschöpfmühle, die das Gelände nach dem Prinzip der Archimedischen Schraube „trockenmahlte“. Auf diese Weise gewannen die Bauern neues Weideland für ihr Vieh und mussten den wertvollen Polderboden nicht als Grünland nutzen.
1806 wurde das Rheiderland dem Department Groningen (Ems-Occidental) im Königreich Holland zugeteilt. Ab 1811 gehörte es zum Kaiserreich Frankreich. Nach den Befreiungskriegen kam Ostfriesland erneut für zwei Jahre zu Preußen, nach dem Wiener Kongress im Rahmen von Gebietstauschen ab 1815 zum Königreich Hannover.

### Königreich Hannover (1815 bis 1866)
Ab 1817 war Bunde dem Amt Weener der Landdrostei Aurich zugeordnet. Im Deutschen Reich gehörte Ostfriesland ab 1885 zum Regierungsbezirk Aurich, Teil der preußischen Provinz Hannover. Bis 1932 war Bunde dem Kreis Weener zugeordnet, seitdem dem Landkreis Leer.
Die Februarflut 1825 führte im etwa 30 Jahre zuvor eingedeichten Heinitzpolder zu großen Überschwemmungen. Es dauerte mehrere Jahre, bis die Deichschäden beseitigt waren.
Der Ort Bunde behielt im Königreich Hannover seine Stellung als zentraler Ort für das umliegende Gebiet, das ungefähr dem heutigen Gemeindegebiet entsprach. Folgende Zünfte sind im frühen 19. Jahrhundert nachweisbar: Schmiede, Bäcker, Schuster, Kleidermacher und Rademacher, Zimmerer, Maurer und Tischler sowie Maler und Glaser.
Im 19. Jahrhundert wurde das Gebiet der Gemeinde besser an den überregionalen Verkehr angeschlossen. Die erste Steinchaussee von Leer über Weener und Bunde nach Neuschanz wurde in den Jahren 1840 bis 1845 angelegt. Damit ging allerdings erst ab den 1860er-Jahren eine Verbesserung der Wegesituation in den Poldergebieten im Norden des vorliegenden Gebiets einher.
Bunde war in der Mitte des 19. Jahrhunderts eines der ostfriesischen Zentren der altreformierten Gläubigen, die sich, ausgehend von den Niederlanden, von der Reformierten Kirche abspalteten, weil ihnen diese als zu liberal erschien. Von kirchlichen Dissidenten wurde bereits 1835 berichtet; seit 1858 gibt es eine altreformierte Gemeinde. Seit 1859 wandten sich Gläubige in Ditzumerhammrich den Baptisten zu und gründeten 1865 eine eigene Kirchengemeinde.

### Kaiserreich
Der Ausbau der Infrastruktur wurde im Kaiserreich weiter vorangetrieben. 1876 erhielt Bunde einen Bahnanschluss an der Strecke von Ihrhove über Weener nach Neuschanz, das bereits seit 1868 mit Groningen verbunden war. Für den Transport landwirtschaftlicher Produkte war der Bahnhof von großer Bedeutung; die später gegründete Konservenfabrik verfügte über einen eigenen Gleisanschluss. Während im Eröffnungsjahr des Bahnhofs 3869 Fahrkarten in Bunde verkauft wurden, wurden zehn Jahre später (1886) 27.283 und im Jahr 1913 44.509 Personen befördert.

Einpolderungen im Rheiderland: Der Kanalpolder (1877) ist der jüngste unter den seit dem 16. Jahrhundert dem Dollart wieder abgerungenen Gebieten.

Ostfriesische Konservenfabrik Hallecker mit 50 abgebildeten Beschäftigten

Die Einpolderungen an der Küste fanden ihren Abschluss, als 1877 der Kanalpolder als jüngster der Bunder Polder eingedeicht wurde (626 ha). Zeitgleich mit der Eindeichung wurde auch ein Kanal aus dem Raum Wymeer durch den Kanalpolder bis nach Pogum in der Nachbargemeinde Jemgum angelegt. Damit wurde die seit Jahrzehnten unbefriedigende Entwässerungssituation verbessert.
Als die preußische Regierung 1885 die alte Ämterstruktur zugunsten von Landkreisen abschaffte, wurde der Landkreis Weener aus den Gemeinden des Rheiderlands gebildet. Die Gemeinden des vorliegenden Gebiets gehörten seit jenem Jahr zum genannten Landkreis.
In der zweiten Hälfte des 19. Jahrhunderts wanderten viele Bunder in die USA aus. Viele von ihnen stammten aus der altreformierten Gemeinde, die bis dahin noch nicht anerkannt war, und deren Mitglieder unter Repressionen durch Behörden und die Reformierte Kirche zu leiden hatten. Hinzu kamen wirtschaftliche Gründe. Auch in den anderen Ortsteilen verließen Menschen ihre Dörfer, für Boen etwa sind mindestens 30 Fälle dokumentiert, fast alle waren Landarbeiter. Mehr als 25 Landarbeiter und Handwerker verließen Ditzumerverlaat, mehr als 30 Ditzumerhammrich. Aus Wymeer wird von mindestens 75 Personen berichtet, die während jener Jahre Ostfriesland in Richtung Amerika verließen. Mittellosen Ausreisewilligen wurden die Reisekosten bezahlt, um auf diese Weise die Armengemeinde zu entlasten. In Bunde warb die Anwerbeagentur H. A. Martin in Zeitungsanzeigen damit, die Kosten von Schifffahrt und anschließender Eisenbahnreise nach Iowa zu übernehmen, wohin viele Ostfriesen auswanderten.
Die bereits das gesamte 19. Jahrhundert andauernden sozialen und wirtschaftlichen Gegensätze in den Poldergebieten mit reichen Großbauern und armen Landarbeitern waren auch zu Beginn des 20. Jahrhunderts keineswegs abgemildert. So entstand auf Betreiben des seit 1886 in Landschaftspolder ansässigen Pastors der dortigen Kirchengemeinde, Arnold Wilhelm Nordbeck, im Jahre 1907 der Christliche Arbeiterverein für Ditzumerverlaat, in den auch Landarbeiter aus den angrenzenden Dörfern eintraten. Der Verein hatte die Erhöhung der Bildungschancen zum Ziel, verfolgte aber auch gezielte Verbesserungen der wirtschaftlichen Situation, wozu der Erwerb von kleinen Grundstücken zur Selbstversorgung der Arbeiter zählte. Für die Gemeinde Bunde galt das, was auch für andere ostfriesische Marschgemeinden wie die Krummhörn festgestellt wurde: „In der Marsch wirkten sich die sozialen Unterschiede besonders scharf und hart aus: Auf der einen Seite zähe und stolze Bauern, Herren durch und durch, auf der anderen Seite die Tagelöhner. Auch sie gleichen Stammes und den Bauern an Stolz nicht nachstehend, aber wirtschaftlich in drückender Abhängigkeit.“
In Berichten von Landarbeitern heißt es, dass die Arbeitstage von 4 bis 18 Uhr dauerten, unterbrochen von einer eineinhalbstündigen Mittagspause. Die Landarbeiter schliefen, so sie kein eigenes (und wenn doch, ein zumeist sehr ärmliches) Häuschen besaßen, oftmals mit dem Vieh im Stall. Schon mit etwa 13 Jahren, direkt nach dem Schulbesuch, wurde der Nachwuchs über sogenannte „Gesindemakler“ an Bauern vermittelt. Neben anderen gesundheitlichen Problemen war auch Alkoholismus weit verbreitet, wobei die Spirituosen zumeist selbst gebrannt und von minderer Qualität waren.
Zu Beginn des 20. Jahrhunderts entstanden in Bunde, Bunderhee und Wymeer Molkereien, von denen jedoch keine mehr existiert. 1906 gründeten die Landwirte Evers und Ebels in Bunde eine Konservenfabrik, die 1940 von Paul Hallecker übernommen wurde. Von jährlich 150 Tonnen Fertigware, vor allem Bohnen und Erbsen, wurde der Jahresumsatz zu Beginn des Zweiten Weltkriegs auf 4000 bis 5000 Tonnen Gemüsekonserven gesteigert, was 50.000 Normaldosen pro Tag entsprach. Die Ostfriesische Konservenfabrik gehörte damit zu den größten deutschen Gemüsekonservenproduzenten und sorgte für bis zu 200 Arbeitsplätze. Nach 75 Jahren wurde 1981 die Produktion eingestellt.

### Weimarer Republik
1919 kam es in Bunde zu Unruhen, als Arbeiter wegen Hunger und Güterknappheit in den sogenannten „Hungerumzügen“ oder „Speckumzügen“ durch die Gemeinde streiften und Bauernhöfe plünderten. Einige Einwohner in den betroffenen Ortsteilen reagierten mit der Bildung von Bürgerwehren. Am 12. Februar wurde in Bunde ein Ortsverein der SPD gegründet, der schnell auf 200 Mitglieder anwuchs und zu einer starken politischen Kraft wurde.
Pastor Arnold Wilhelm Nordbeck erreichte in Verhandlungen mit den Grundstückseigentümern, dass 1922 eine etwa 38 Hektar große Fläche in den Gemarkungen Landschaftspolder und Heinitzpolder für den gemeinnützigen Siedlungsbau zur Verfügung gestellt wurde. Dort konnten Landarbeiter kleine Häuser mit Garten zur Selbstversorgung errichten. Die Siedlung wurde nach ihm Nordbeck-Siedlung genannt und trägt den Namen noch heute. Die Pachtverträge mit den Landarbeitern wurden nach 1933 wieder aufgelöst. Sein soziales Engagement für die Landarbeiter kostete Nordbeck schließlich seine Stelle als Pastor von Landschaftspolder: Er wurde von den kirchenwahlberechtigten Großbauern der Gemeinde aus dem Amt gedrängt, indem die Pfarrstelle aufgehoben wurde. Die Kirchengemeinde Landschaftspolder existiert zwar noch, wird aber seit 1922 pastoral von Ditzumerverlaat aus versorgt.

Jacques Bauerman Groeneveld

Die Nationalsozialisten waren seit dem Ende der 1920er Jahre im Rheiderland aktiv, die erste Versammlung in Bunde fand 1929 statt. Die Bunder Ortsgruppe wurde von Jacques Bauerman Groeneveld geführt, der später ein einflussreicher Funktionär (Landtagsabgeordneter und Bezirksbauernführer für Ostfriesland) wurde. Ein Landwirt in Bunderneuland stellte den Nationalsozialisten seine Scheune für Versammlungen zur Verfügung. Eine SA-Gruppe für das Rheiderland hatte sich 1930 gebildet. Sie bestand anfänglich aus elf, 1931 bereits aus 40 Mitgliedern und wurde von Jan Lahmeyer aus Wymeer geführt. Es kam in Bunde zu handgreiflichen Zusammenstößen mit Sozialdemokraten und Kommunisten, die oft vor Gericht endeten. Auch die Hitlerjugend etablierte sich, die erste Ortsgruppe des Rheiderlands wurde 1930 in Bunde gegründet. Bereits Mitte 1932 versuchte Groeneveld, die Rheiderland-Zeitung im Sinne des Nationalsozialismus zu beeinflussen und wenigstens ein NS-Mitglied in der Redaktion festzusetzen, was bis 1933 jedoch nicht gelang. Im Ortsteil Bunderneuland erreichte die NSDAP 1932 bei Reichstags- und Reichspräsidenten-Wahlen Stimmanteile von mehr als 70 Prozent.
In einzelnen Ortsteilen waren Sozialdemokraten und teils auch Kommunisten noch bis zum Ende der Weimarer Republik stark vertreten. Dies betraf beispielsweise den Bereich Ditzumerverlaat/Ditzumerhammrich, in dem sehr viele Landarbeiter lebten. Diese wählten traditionell die SPD, teils auch die KPD. 1930 erhielt die SPD bei den Reichstagswahlen 50 Prozent der Stimmen. Noch bei den Reichstagswahlen im Juli 1932 blieben die Nationalsozialisten mit 39 Prozent nur zweitstärkste Kraft hinter den Sozialdemokraten (48 Prozent). In weniger starker Ausprägung konnte die SPD auch in Wymeer und Boen sowie im Hauptort Bunde, in dem es einzelne Industriebetriebe gab, noch gute Ergebnisse erzielen.
Bereits nach der Januarwahl 1933 wurden politische Gegner behindert. Sehr deutlich zeigte sich dies einen Tag vor der Reichstagswahl am 5. März, als der sozialdemokratische Reichstagsabgeordnete Hermann Tempel (Leer) in Bunde eine Rede vor Parteifreunden halten wollte. Sie wurde untersagt. Bei der Märzwahl errangen die Nationalsozialisten im Rheiderland die Mehrheit. Die Verfolgung von Sozialdemokraten und insbesondere von Kommunisten setzte früh ein. In einer ersten Welle wurden am 17. März 1933 drei Kommunisten inhaftiert. Am 3. Mai 1933 wurden drei weitere Kommunisten aus Bunde in „Schutzhaft“ genommen und Ende Juli ins KZ Börgermoor eingeliefert. Einer von ihnen, Kurt Bluhm, blieb zehn Jahre inhaftiert. Der etwa 200 Mitglieder zählende Bunder Ortsverein der Sozialdemokraten wurde im Juni 1933 aufgelöst.
Im Zuge der preußischen Kreisreform wurde 1932 der Landkreis Weener aufgelöst und dem Landkreis Leer eingegliedert. Der Kreis Weener war seinerzeit nach Einwohnern der kleinste Preußens. Seither gehört Bunde mit dem gesamten Rheiderland zum Landkreis Leer.

### Nationalsozialismus
Nach der Machtergreifung erfolgte auch in Bunde die Gleichschaltung von Vereinen und Verbänden sowie des gesamten öffentlichen Lebens. So wurde der Schulrektor in Bunde, Ippo Oltmanns, wegen seiner Weigerung, einer NS-Organisation beizutreten, zunächst 1934 nach Borkum strafversetzt und zwei Jahre später wegen „Untragbarkeit“ aus dem Schuldienst entlassen. Er starb 1938. Die SPD durfte sich noch bis in den Juni legal betätigen, jedoch fanden bereits zuvor Hausdurchsuchungen und andere Schikanen statt. Der bei der Kreistagswahl im März 1933 gewählte Sozialdemokrat und Gewerkschafter Antoni Bültena aus Bunde konnte zwar noch an der ersten und letzten Leeraner Kreistagssitzung im April teilnehmen, wurde aber im Mai verhaftet und später im nahe gelegenen Emslandlager Brualermoor inhaftiert. Nach Entlassung und weiteren Verhaftungen wurde er erst 1945 aus dem KZ Neuengamme befreit.

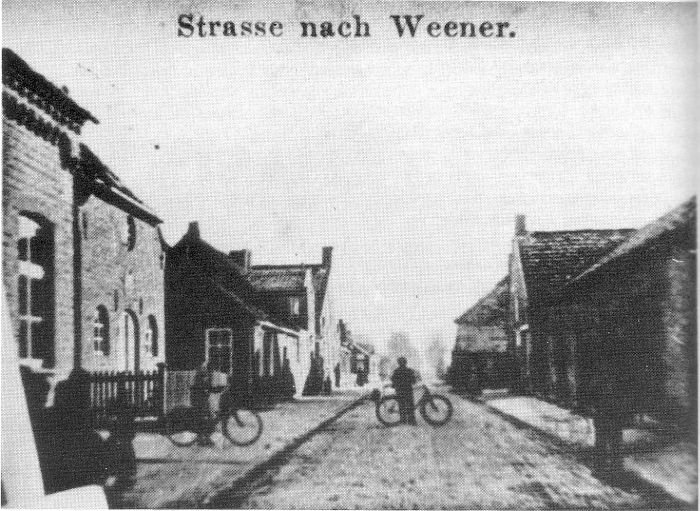
Ganz links ein Teil des jüdischen Schulgebäudes, dahinter die Synagoge

Die Juden in der Gemeinde, die sich vor allem im Hauptort Bunde konzentrierten, sahen sich zunehmend Repressionen ausgesetzt. Nur wenige Solidaritätsbekundungen nichtjüdischer Deutscher sind überliefert. Eine Ausnahme bildeten zwei Ratsherren aus Boen. Sie wollten weiterhin mit jüdischen Viehhändlern Handel treiben und wurden deshalb aus dem Gemeinderat ausgeschlossen. Schon vor 1933 hatten sich die wirtschaftliche Lage der Juden in Bunde sehr verschlechtert, die 1925 mit 70 Personen einen Anteil von 3,5 Prozent an der Gesamtbevölkerung des Fleckens hatten. Gottesdienste waren ab 1929 kaum noch möglich, sodass die Synagoge Bunde in dem Jahr geschlossen wurde. Im Januar 1933 gab es noch 52 Juden in Bunde, von denen bis Jahresende 18 den Ort verließen, 16 davon Richtung Niederlande. Bis Anfang November 1938 waren 38 Personen abgewandert, davon 26 in die Niederlande. Im Juli 1938 wurde die Synagoge an einen Kaufmann veräußert und die jüdische Gemeinde aufgelöst. In der Pogromnacht 1938 wurden auf Befehl des Bürgermeisters und Bunder SA-Hauptsturmführers Annäus Winzenborg alle Bunder Juden, einschließlich Frauen und Kinder, verhaftet, und bis zum Mittag des nächsten Tages im Gemeindesaal festgehalten. Der Gemeindevorsteher Abraham Ries und sein Sohn wurden mit rund 1000 anderen Juden aus dem gesamten nordwestdeutschen Raum ins KZ Sachsenhausen transportiert. Im September 1939 lebte nur noch eine jüdische Familie in Bunde. Mit ihrer Deportation am 19. Juli 1942 ins KZ Theresienstadt endete die Geschichte der jüdischen Gemeinde in Bunde.
Während des Zweiten Weltkrieges bestanden im heutigen Gemeindegebiet mehrere Gefangenenlager. Grenznah wohnende Niederländer wurden ebenso wie verschleppte Osteuropäer als Zwangsarbeiter eingesetzt. In Boen gab es beispielsweise ein Lager für bis zu 50 französische Kriegsgefangene, in Wymeer ebenfalls. Französische und belgische Gefangene wurden vor dem Heranrücken der alliierten Truppen noch zu Schanzarbeiten herangezogen, wobei es zu Misshandlungen gekommen sein soll.
Bunde war die erste ostfriesische Gemeinde, die im April 1945 von kanadischen und polnischen Truppen erobert wurde. Dabei wurden Häuser und Höfe beschossen und zum Teil zerstört. Die Zahl der bei Artillerieangriffen Getöteten war jedoch gering. Zerstört wurde beispielsweise die Mühle in Ditzumerverlaat, die nach einem Treffer völlig ausbrannte. In Wymeer wurden das Zollhaus, ein Arbeiterhäuschen und eine Doppelscheune auf dem Areal des früheren Klosters Dünebroek zerstört.

### Nach dem Zweiten Weltkrieg
Nach dem Zweiten Weltkrieg war das Rheiderland Teil der Britischen Besatzungszone und gehört seit 1946 zum Land Niedersachsen. Niederländische Annexionspläne nach dem Zweiten Weltkrieg zerschlugen sich am Widerstand der Alliierten Hohen Kommission.
Im heutigen Gemeindegebiet wurden nach dem Zweiten Weltkrieg viele Flüchtlinge aus den Ostgebieten des Deutschen Reiches aufgenommen, wenn auch in den einzelnen Ortsteilen in unterschiedlich hohem Maße. So lag der Anteil in den beiden teils vom Moor geprägten Ortschaften Boen und Wymeer klar unter dem in landwirtschaftlich fruchtbaren Gegenden wie Landschafts- oder Heinitzpolder. War der Hauptort Bunde 1946 mit einem Prozentanteil von 16,6 nur durchschnittlich vom Zustrom betroffen, so machte der Anteil der Vertriebenen vier Jahre später bereits 22,6 Prozent aus. Dies wird darauf zurückgeführt, dass die Beschäftigungsmöglichkeiten im Flecken als besser angesehen wurden als in den rein landwirtschaftlich geprägten Orten.
In der unmittelbaren Nachkriegszeit war der Landkreis Leer unter den drei ostfriesischen Landkreisen am stärksten mit Ostflüchtlingen belegt, weil er – im Gegensatz zu den Landkreisen Aurich und Wittmund – nicht als Internierungsgebiet für kriegsgefangene deutsche Soldaten diente. Allerdings nahm der Landkreis Leer in der Folgezeit unter allen niedersächsischen Kreisen die meisten Personen auf, die schon in den Ostgebieten arbeits- oder berufslos waren. Auch der Anteil der über 65-Jährigen lag höher als im Durchschnitt Niedersachsens. Hingegen verzeichnete der Landkreis Leer unter allen niedersächsischen Landkreisen den geringsten Anteil an männlichen Ostflüchtlingen im Alter von 20 bis 45 Jahren.
Die zunehmende Technisierung der Landwirtschaft ließ in Bunde wie in ganz Ostfriesland die Zahl der Erwerbstätigen in der Landwirtschaft deutlich sinken. Dadurch nahm die Zahl der Auspendler vor allem in den ganz oder vorwiegend landwirtschaftlich geprägten Dörfern rapide zu. Deutlich wird dies am Beispiel Wymeer: Betrug der Anteil der Auspendler an allen Beschäftigten im Ort 1950 nur vier Prozent, stieg er auf 29 Prozent im Jahre 1961 und 47 Prozent im Jahre 1970.
Bunderhammrich, Bunderneuland, Charlottenpolder, Ditzumerhammrich, Heinitzpolder und Landschaftspolder waren eigenständige Gemeinden. Am 1. Januar 1973 wurden anlässlich der niedersächsischen Gebietsreform Bunderneuland und Charlottenpolder in den Flecken Bunde eingegliedert, während Bunderhammrich, Ditzumerhammrich, Heinitzpolder und Landschaftspolder der Gemeinde Dollart zugeschlagen wurden. Seit 1973 setzte sich die Samtgemeinde Bunde aus den fünf Mitgliedsgemeinden Boen, Bunde, Bunderhee, Dollart und Wymeer zusammen. Besonders in Wymeer hatte es Widerstand gegen die Bildung der Samtgemeinde gegeben, da der Ort traditionell eher zur Nachbarstadt Weener hin orientiert ist. Der Protest verhallte schließlich ohne Folgen. Die Gemeinde Bunde in ihrer jetzigen kommunalrechtlichen Form entstand am 1. November 2001, als die Samtgemeinde aufgelöst wurde und aus den ehemaligen Mitgliedsgemeinden Ortschaften mit eigenen Ortsvorstehern wurden.

### Einwohnerentwicklung

Einwohnerentwicklung von Bunde von 1848 bis 2018 nach nebenstehender Tabelle

Die Gemeinde Bunde hat 7656 Einwohner (Stand 31. Dezember 2016). Die Einwohnerzahl des heutigen Gemeindegebietes lag bereits in der Mitte des 19. Jahrhunderts bei mehr als 6000 mit knapp einem Drittel im Hauptort Bunde, der damals noch ein eigenständiger Flecken und Zentrum für die umliegenden Dörfer war. In der zweiten Hälfte des 19. Jahrhunderts machte sich die Auswanderung in die Vereinigten Staaten in einer Stagnation der Einwohnerzahl bemerkbar.
Nach dem Zweiten Weltkrieg stieg die Zahl der Einwohner sprunghaft um mehr als 2000 auf 8600 (1946) und knapp 8900 (1950) an, bis heute der Rekordwert. Bis auf den Hauptort Bunde erreichten alle Ortschaften Einwohnerzahlen, wie sie seitdem nicht wieder erreicht wurden. Der im Jahr 2005 598 Einwohner zählende Ortsteil Bunderhee verzeichnete 1946 1123 Personen. Im reichen Landschaftspolder waren 1950 noch 498 Personen beheimatet, 55 Jahre später lebten dort nur noch 127.
Nach einem Rückgang auf etwas mehr als 7000 Einwohner, der vor allem durch mangelnde wirtschaftliche Perspektiven zu erklären ist, nahm die Bevölkerung seit 1990 zunächst wieder leicht zu, vor allem durch Aussiedler und Übersiedler aus den neuen Bundesländern. In den vergangenen Jahren erhöhte sich die Zahl der Niederländer in der Gemeinde deutlich. 8,75 Prozent der Einwohner Bundes (also etwa 650 Personen) haben die niederländische Staatsangehörigkeit. Die Zahl der Niederländer liegt im Hauptort Bunde 332 Personen am höchsten. Prozentual wohnen die meisten Niederländer in Bunderhee und Wymeer (jeweils zirka elf Prozent). Erklärbar ist dies durch die deutlich geringeren Immobilienpreise in Ostfriesland im Vergleich zum Nachbarland. Durch die gute Verkehrsverbindung über die A 280/Rijksweg 7 fällt das Pendeln leicht. Ohne die Niederländer in der Gemeinde wäre die Einwohnerzahl mittlerweile auf etwas weniger als 7000 gesunken, da die Geburtenzahl unter der Sterbeziffer liegt und in Bunde zudem eine Bildungsabwanderung zu verzeichnen ist.
| Jahr | Einwohnerzahl |
| ---- | ------------- |
| 1848 | 6137          |
| 1871 | 6297          |
| 1885 | 6223          |
| 1905 | 6094          |
| 1925 | 6494          |
| 1939 | 6779          |
| 1946 | 8618          |
| 1950 | 8893          |
| 1961 | 7315          |
| 1987 | 7140          |

| Jahr | Einwohnerzahl |
| ---- | ------------- |
| 1990 | 7192          |
| 1995 | 7217          |
| 1999 | 7326          |
| 2000 | 7406          |
| 2001 | 7424          |
| 2002 | 7493          |
| 2003 | 7540          |
| 2004 | 7514          |
| 2005 | 7599          |
| 2006 | 7518          |

| Jahr | Einwohnerzahl |
| ---- | ------------- |
| 2007 | 7578          |
| 2008 | 7571          |
| 2009 | 7548          |
| 2010 | 7522          |
| 2014 | 7626          |
| 2015 | 7607          |
| 2016 | 7656          |
| 2017 | 7692          |
| 2018 | 7662          |

## Politik
Wie das gesamte Rheiderland (und Ostfriesland in seiner Gesamtheit) ist Bunde bei Wahlen eine traditionelle Hochburg der SPD. Die Sozialdemokraten stellen die Mehrheit im Gemeinderat und auch den Landtagsabgeordneten. Lediglich der Bundestagsabgeordnete wird seit der Wahlkreisreform 1980 ununterbrochen von der CDU gestellt. Allerdings ist das Zweitstimmen-Ergebnis der SPD in der Gemeinde Bunde allein deutlich höher als dasjenige der CDU.
Schon seit der Bundestagswahl 1949 liegt die SPD in den meisten ehemaligen Gemeinden, die heute die Großgemeinde Bunde bilden, insgesamt deutlich vor der CDU. Lediglich in zwei Ortsteilen, den großagrarisch geprägten Poldergegenden Bunderneuland und Landschaftspolder, holte die CDU bis 1972 durchgängig die meisten Stimmen bei Bundestagswahlen. Der Stimmenanteil für die CDU lag dabei teils über 70 Prozent. Die Sozialdemokraten hingegen haben seit jeher in den Landarbeiter-Siedlungen wie Bunderhee oder Ditzumerverlaat ihre Hochburgen gehabt, lagen aber auch in anderen Ortsteilen mit oft absoluter Mehrheit vor der CDU. Die Vorherrschaft der SPD im heutigen Gemeindegebiet setzte sich auch über 1972 hinaus fort. Andere Parteien spielten lange Zeit kaum eine größere Rolle. In den großagrarisch geprägten Gegenden holte die NPD bei der Bundestagswahl 1969 teils mehr als zehn Prozent, in Charlottenpolder auch mehr als 20 Prozent der Stimmen. Die FDP kam in den Anfangsjahren der Bundesrepublik teils auf mehr als zehn Prozent der Stimmen, büßte aber seit den frühen 1960er-Jahren an Stimmen ein. Die Grünen holten nach ihrer Gründung zwar ebenfalls Stimmen in der Gemeinde, jedoch auf geringem Niveau. Bei den Bundestagswahlen 2002 und 2005 kam außer SPD und CDU keine Partei auf mehr als fünf Prozent der Stimmen, erst bei der Wahl 2009 änderte sich dies: Die Linke erhielt 10,8, die FDP 6,6 und die Grünen 5,3 Prozent der Stimmen, während die SPD mit 47,4 Prozent immer noch weit vor den anderen Parteien lag.
Im Jahr 2008 stieß der damalige Weeneraner Bürgermeister Wilhelm Dreesmann im Rheiderland eine Diskussion über die Fusion der drei rheiderländischen Kommunen (Stadt Weener, Gemeinden Bunde und Jemgum) an. Entsprechende Vorschläge hatte es aber auch schon in der Vergangenheit gegeben. Begründet wurde der Vorstoß mit möglichen finanziellen Vorteilen durch Zusammenlegungen und Einsparungen, aber auch durch höhere Gestaltungsspielräume in bestimmten kommunalpolitischen Bereichen, etwa bei der Planung von Schuleinzugsgebieten. Dies traf jedoch auch auf Kritik und Skepsis. Bundes Bürgermeister Gerald Sap und Jemgums damaliger Bürgermeister Johann Tempel blieben zunächst zurückhaltend.

### Gemeinderat und Bürgermeister

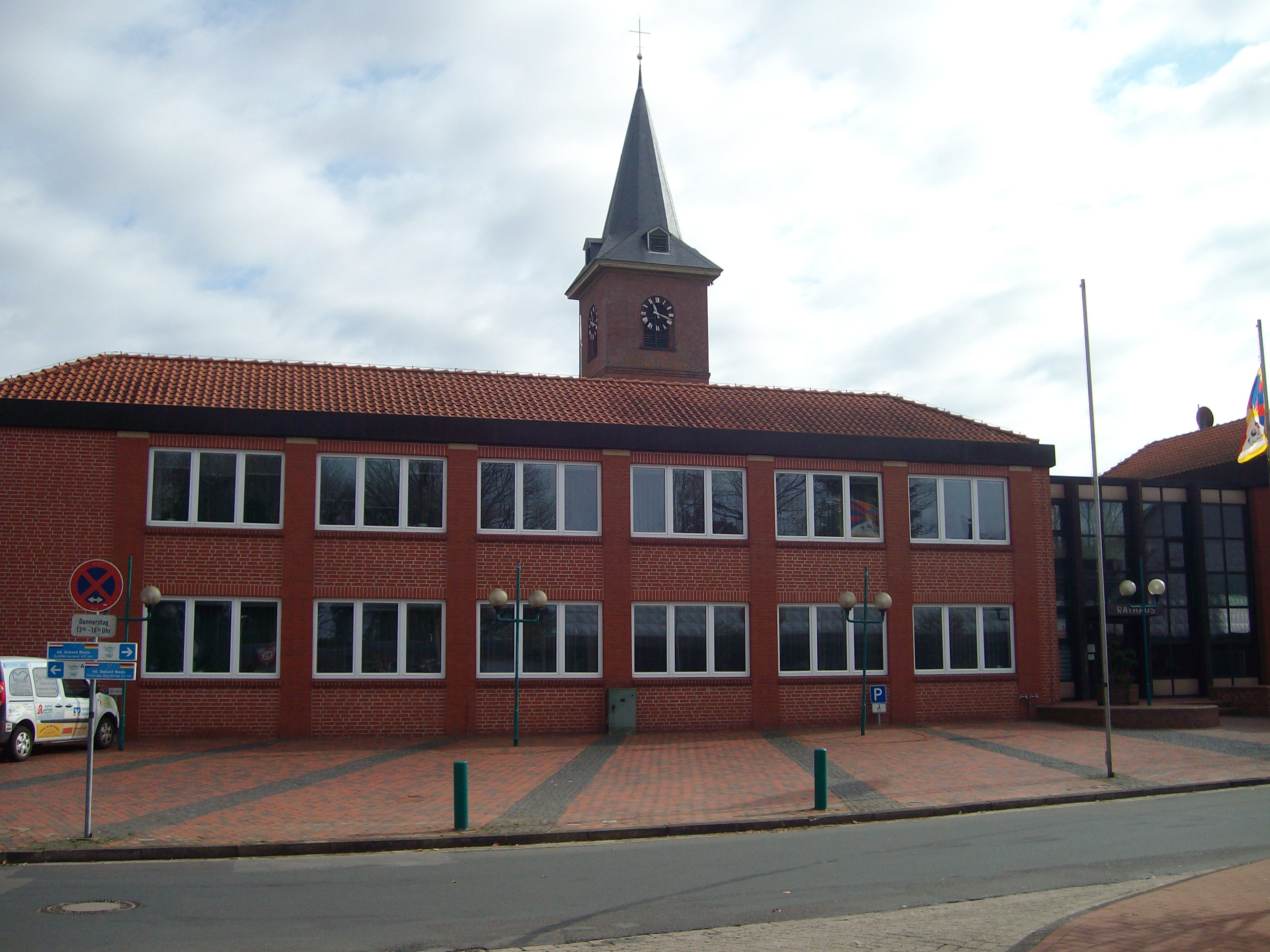
Bunder Rathaus

Der Rat der Gemeinde Bunde besteht aus 20 Ratsfrauen und Ratsherren. Dies ist die festgelegte Anzahl für eine Gemeinde mit einer Einwohnerzahl zwischen 7001 und 8000 Einwohnern. Die 20 Ratsmitglieder werden durch eine Kommunalwahl für jeweils fünf Jahre gewählt. Die aktuelle Amtszeit begann am 1. November 2021 und endet am 31. Oktober 2026.
Nach den Ergebnissen der niedersächsischen Kommunalwahl vom 12. September 2021 ergab sich folgende Sitzverteilung im Gemeinderat:
- SPD: 56,70 Prozent, 11 Sitze (−2 Sitze)
- CDU: 26,73 Prozent, 5 Sitze (−1 Sitz)
- Grüne: 5,92 Prozent, 1 Sitz (+1 Sitz)
- FDP: 4,91 Prozent, 1 Sitz (+1 Sitz)
- BMM: 3,86 Prozent, 1 Sitz (+1 Sitz)
- Ellen Bahne: 1,88 Prozent, 1 Sitz (+1 Sitz)

Die Sozialdemokraten verteidigten ihre absolute Mehrheit, verloren aber 2 Sitze. Auch die CDU verlor einen Sitz. FDP und Grüne zogen mit je einem Sitz in den Gemeinderat ein, ebenso die Wählergruppe Bunde macht Mobil und die Einzelbewerberin Ellen Bahne. Die Wahlbeteiligung lag bei 62,35 Prozent und damit über dem niedersächsischen Landesdurchschnitt von 57,1 Prozent.
Stimmberechtigt im Gemeinderat ist außerdem der hauptamtliche Bürgermeister Uwe Sap von der SPD. Vorgänger im Amt war sein Vater Gerald Sap (SPD), der bei der Bürgermeisterwahl am 25. Mai 2014 als Amtsinhaber ohne Gegenkandidaten mit 90,8 % der Stimmen erneut wiedergewählt wurde. Nach 22 Jahren trat Sap 2021 nicht wieder als Bürgermeisterkandidat an. Sein Sohn wurde mit 54,59 % zum neuen Bürgermeister gewählt. Seine Amtszeit begann am 1. November 2021. Der parteilose Einzelbewerber Stevie Evers unterlag mit 37,05 %.

### Vertreter im Land- und Bundestag
Bunde zählt zum Landtagswahlkreis Leer/Borkum. Er umfasst die Städte Borkum, Weener die Gemeinden Bunde, Jemgum, Moormerland und Westoverledingen sowie das gemeindefreie Gebiet Insel Lütje Hörn. Bei der letzten Landtagswahl in Niedersachsen vom 9. Oktober 2022 gewann Nico Bloem (SPD) das Direktmandat mit 42,7 % der Stimmen. Über die Landesliste von Bündnis 90/Die Grünen zog Meta Janssen-Kucz erneut in den Landtag ein. Janssen-Kucz legte ihr Mandat im Dezember 2024 nieder.
Bunde gehört zum Bundestagswahlkreis Unterems (Wahlkreis 25), der aus dem Landkreis Leer und dem nördlichen Teil des Landkreises Emsland besteht. Der Wahlkreis wurde zur Bundestagswahl 1980 neu zugeschnitten und ist seitdem unverändert. Bislang setzten sich in diesem Wahlkreis ausschließlich CDU-Kandidaten durch. Bei der Bundestagswahl 2025 wurde die CDU-Abgeordnete Gitta Connemann aus Leer erneut direkt gewählt. Über Listenplätze der Parteien zogen Anja Troff-Schaffarzyk (SPD) und Martina Uhr (AfD) aus dem Wahlkreis in den Bundestag ein.

### Kommunalhaushalt
In den Jahren 2008 und 2009 verzeichnete die Gemeinde Bunde wegen einer ungewöhnlich hohen Nachzahlung Gewerbesteuereinnahmen von 5,3 und 5,9 Millionen Euro. 2010 beliefen sich die Einnahmen jedoch nur noch auf etwas mehr als eine Million Euro. Der Haushalt 2011 ist ausgeglichen.

### Wappen
| Wappen von Bunde | Blasonierung: „In Blau auf silbernen Wellen ein silberner Dreimastsegler mit gerefften Segeln und je einem Wimpel an den Mastspitzen.“ |
| Wappen von Bunde | Wappenbegründung: Das Schiff deutet auf die Lage am Dollart und die Seefahrtstradition in Bunde hin und erinnert daran, dass Bunde nach den Dollarteinbrüchen einen Hafen besaß. Kleinere Umschlagplätze hatten auch Siedlungen, die nach den Eindeichungen näher am Dollart lagen. |

### Gemeindepartnerschaft
Derzeit besteht keine Gemeindepartnerschaft. Allerdings hatte die frühere Gemeinde Bunde mit der früheren Gemeinde Neuschanz eine Partnerschaft geschlossen.

## Religionen

### Christentum
In Ostfriesland wurde bereits im frühen 16. Jahrhundert die Reformation eingeführt. Wie das gesamte Rheiderland ist die Gemeinde Bunde calvinistisch geprägt. In der Kirchengemeinde der ehemaligen Martinskirche aus dem 13. Jahrhundert sind um 1528 zwei reformierte Pastoren nachweisbar. In den nächsten 350 Jahren (1531 bis 1881) standen nacheinander 21 Pastoren der Gemeinde vor. Während der Amtszeit von Hermann Tholens (1855–1881) dienten verschiedene Kandidaten als Hilfsprediger. Daraus entstand eine zweite Pfarrstelle, die in jüngster Zeit wieder aufgelöst wurde. In Wymeer ist ab 1564 ein reformierter Pastor nachweisbar. In Ditzumerverlaat entstand 1887 eine reformierte Kirchengemeinde und 1895 eine eigene Kirche, um den Fischern und Schiffern den Weg nach Ditzum zu ersparen. Nach der Eindeichung von Landschaftspolder im Jahr 1752 wurde 1768 die Landschaftspolder Kirche errichtet, die bis 1922 einen eigenen Pastor hatte, seitdem aber von Ditzumerverlaat betreut wird. Heute versorgen drei reformierte Pastoren die Gemeinde Bunde (Bunde, Ditzumerverlaat/Landschaftspolder und Wymeer).
Neben den reformierten Gemeinden gibt es auch eine altreformierte Gemeinde, die 1858 gegründet wurde. Nachdem sich die Gläubigen zunächst in einer hölzernen Scheune versammelt hatten, wurde 1859 ein Kirchengebäude an der Weenerstraße gebaut, das 1965 einem größeren Gebäude wich. Die lutherische Gemeinde ist jüngeren Datums und wurde gegründet, als sich nach dem Zweiten Weltkrieg Heimatvertriebene in Bunde ansiedelten. Nach der Errichtung der Kirche an der Mühlenstraße im Jahr 1967 erlangte die lutherische Kirchengemeinde 1969 ihre Selbstständigkeit.
Die wenigen Katholiken gehören zur Gemeinde in Weener. Die Baptistengemeinde Ditzumerverlaat wurde 1865 gegründet. 1875 kam es zu einer Neugründung und 1899 zum Bau der Kapelle. Diese sollte während des Zweiten Weltkriegs enteignet und in ein Gefangenenlager umgebaut werden, was schließlich verhindert wurde. Jüngste Freikirche im Gemeindegebiet ist die 1989 gegründete Freie evangelische Bibelgemeinde Boen.
| Kirchengemeinde                   | Bild | Gründung | Mitglieder |
| --------------------------------- | ---- | -------- | ---------- |
| Evangelisch-reformierte Kirche    |      |          |            |
| Kirchengemeinde Bunde             |      | um 1528  | ± 3200     |
| Kirchengemeinde Landschaftspolder |      | 1766     | 63         |
| Kirchengemeinde Ditzumerverlaat   |      | 1887     | 794        |
| Kirchengemeinde Wymeer            |      | 1564     | 986        |
| Evangelisch-lutherische Kirche    |      |          |            |
| Emmaus-Kirchengemeinde Bunde      |      | 1969     | ± 800      |

| Kirchengemeinde                                  | Bild | Gründung  | Mitglieder |
| ------------------------------------------------ | ---- | --------- | ---------- |
| Evangelische Freikirchen                         |      |           |            |
| Evangelisch-altreformierte Kirchengemeinde Bunde |      | 1858      | 405        |
| Baptistengemeinde Ditzumerverlaat                |      | 1865/1875 | 19         |
| Freie evangelische Bibelgemeinde Boen            |      | 1989      |            |

### Judentum

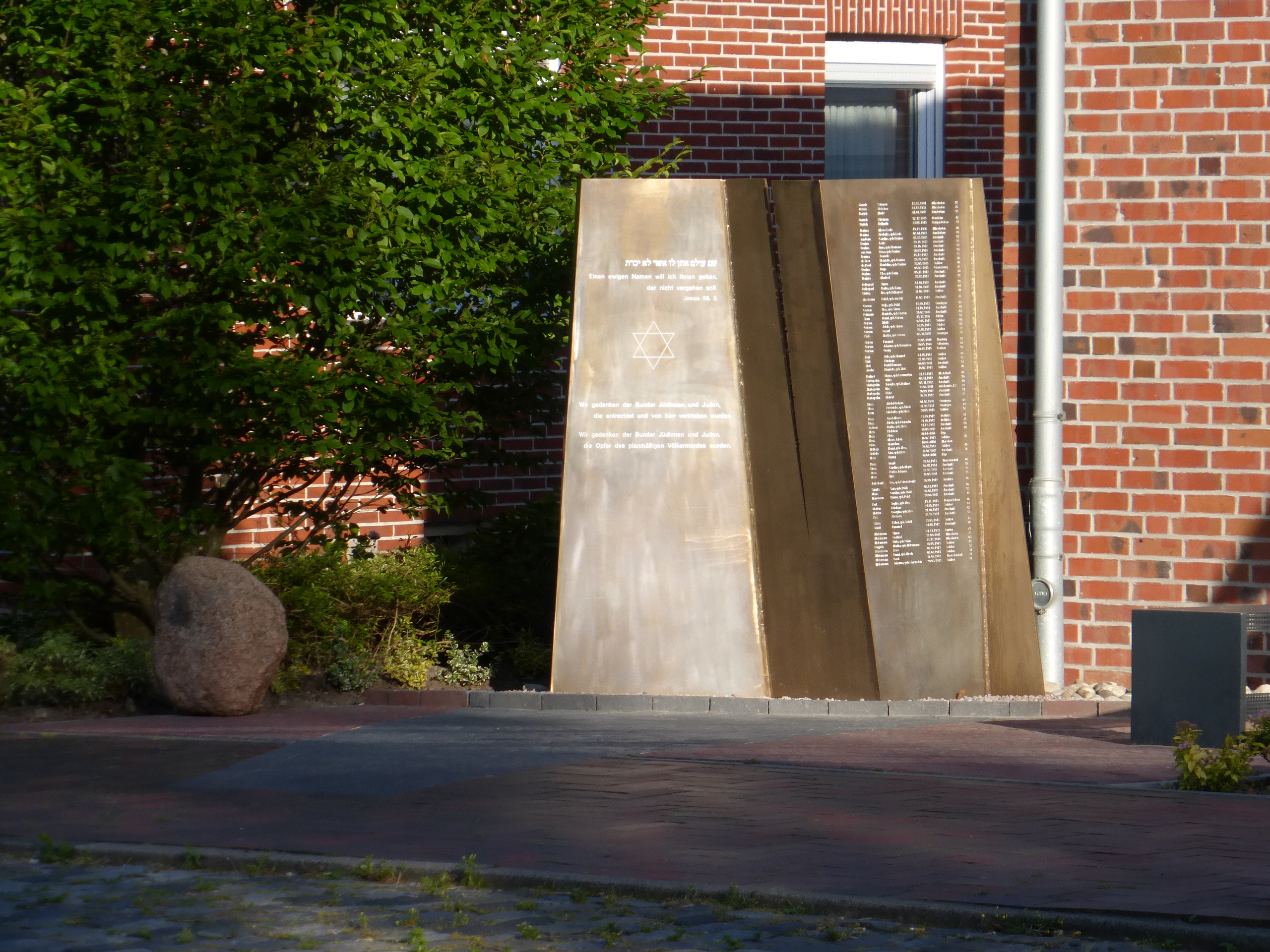
Mahnmal mit den Namen von 77 Bunder Juden

In der ersten Hälfte des 19. Jahrhunderts nahm die Jüdische Gemeinde Bunde zahlenmäßig zu, sodass 1845 der Bau einer Synagoge beantragt wurde. Diese wurde 1854 an der Kreuzstraße (heute: Kirchring 23) errichtet und bot auch Raum für eine jüdische Elementarschule. 1883 erwarb der jüdische Schulverband das Nachbargrundstück und baute dort eine Lehrerwohnung mit einem Schullokal und einer Mikwe. In der Anfangszeit wurden die Verstorbenen der Synagogengemeinde in Neuschanz beigesetzt. Als die weitere Nutzung 1874 von der dortigen jüdischen Gemeinde untersagt wurde, erwarb die Gemeinde im selben Jahr ein Grundstück für einen Friedhof am Leege Weg, der erhalten ist. Nachdem ab 1933 viele Juden Bunde verlassen hatten, konnten keine Gottesdienste mehr stattfinden, sodass die Synagoge im Jahr 1938 verkauft wurde. 1942 wurde die letzte ansässige jüdische Familie deportiert. Heute existiert keine jüdische Gemeinde mehr in Bunde. Das Gebäude der ehemaligen Synagoge ist in mehrfach umgebauter Form erhalten. Seit 2014 erinnert ein Mahnmal aus drei bronzefarbenen Edelstahlplatten vor der Sparkasse im Ortszentrum an 77 Bunder Juden, die zwischen 1933 und 1945 gestorben sind oder ermordet wurden.

## Kultur und Sehenswürdigkeiten

### Museen

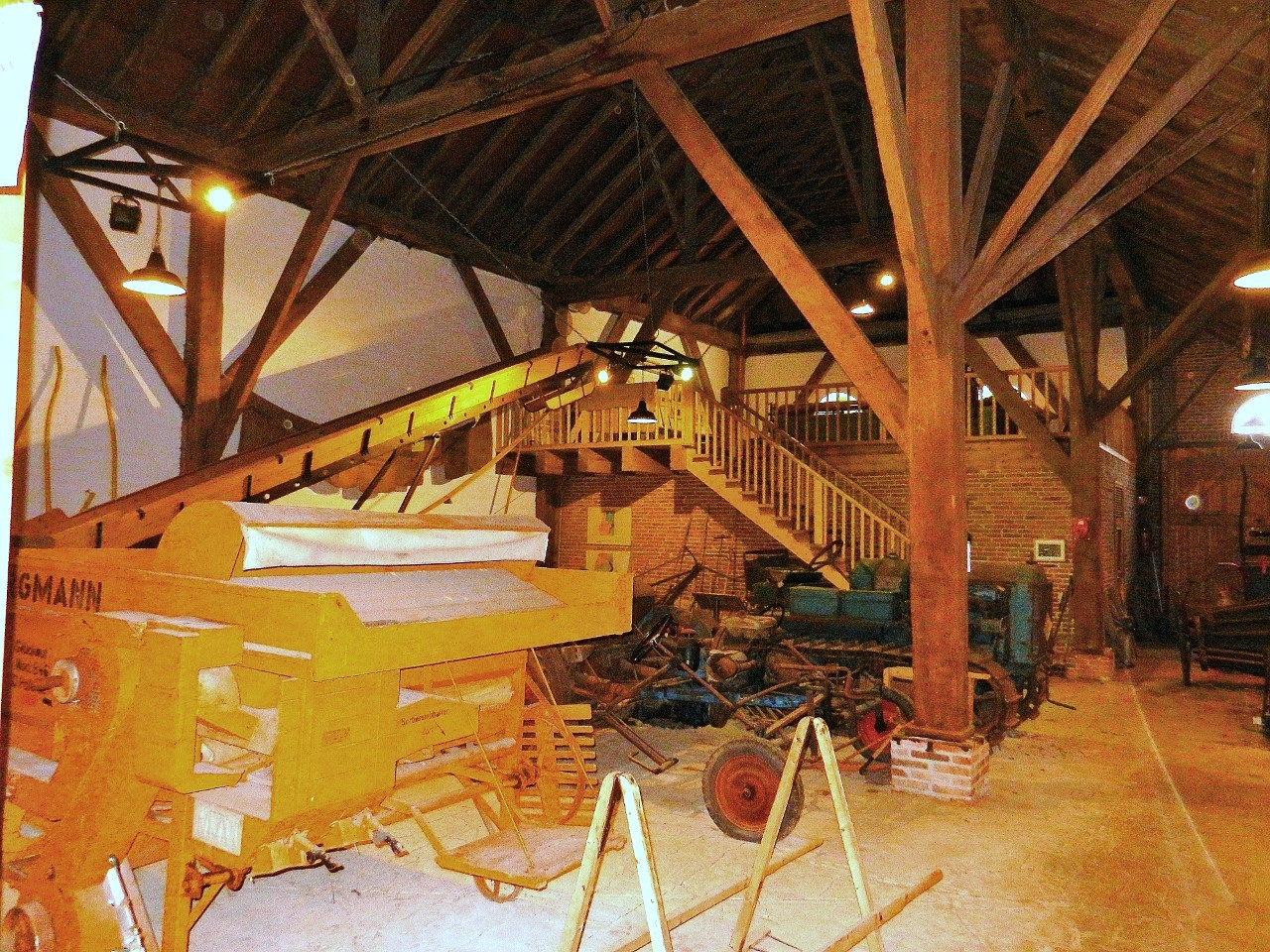
Alte landwirtschaftliche Maschinen im Dollartmuseum

Im Ortsteil Bunderhee steht das Steinhaus Bunderhee, eine Burganlage des 14. Jahrhunderts, die im 18. Jahrhundert mit einem Wohnhaus erweitert wurde. Das eigentliche Steinhaus ist der dreigeschossige Turm, der als Schutz- und Speicherbau sowie als Häuptlingssitz diente. Vom 14. bis zum 16. Jahrhundert reichte der Dollart in seinen Ausläufern an das Steinhaus heran. Als im 16. Jahrhundert friedlichere Zeiten anbrachen, baute man die beiden Obergeschosse in Wohnräume um. Sie erhielten Kamine und weitere Fensterdurchbrüche. Das eingeschossige barocke Wohnhaus wurde in den Jahren 1712 bis 1735 angebaut und blieb für 200 Jahre im Besitz der Familie Johannes van Heteren. Durch den Anbau wurde die Turmanlage zum Hinterhaus und blieb im Wesentlichen unverändert bestehen. 2010/2011 wurde das Steinhaus aufwändig saniert. Es soll Sitz eines Museums werden, das unter anderem die Geschichte der ostfriesischen Häuptlinge dokumentiert.
Der Natur- und Kulturpark Dollart wurde 1997 eröffnet und fand im Bunder Wiemannshof, einem Gulfhof aus dem 18. Jahrhundert mit Hofstelle, sein Zentrum. Während das Wohnhaus als Restaurant umgebaut wurde, beherbergt der Scheunenteil das Dollartmuseum und informiert über die Siedlungsgeschichte und Wirtschaft des Ortes und die Geschichte des Dollarts. Angeschlossen an das Museum ist eine Fahrradroute bis an die Meeresbucht, auf der Beschilderungen vor Ort über den Deichbau und die Landgewinnung informieren.

### Bauwerke

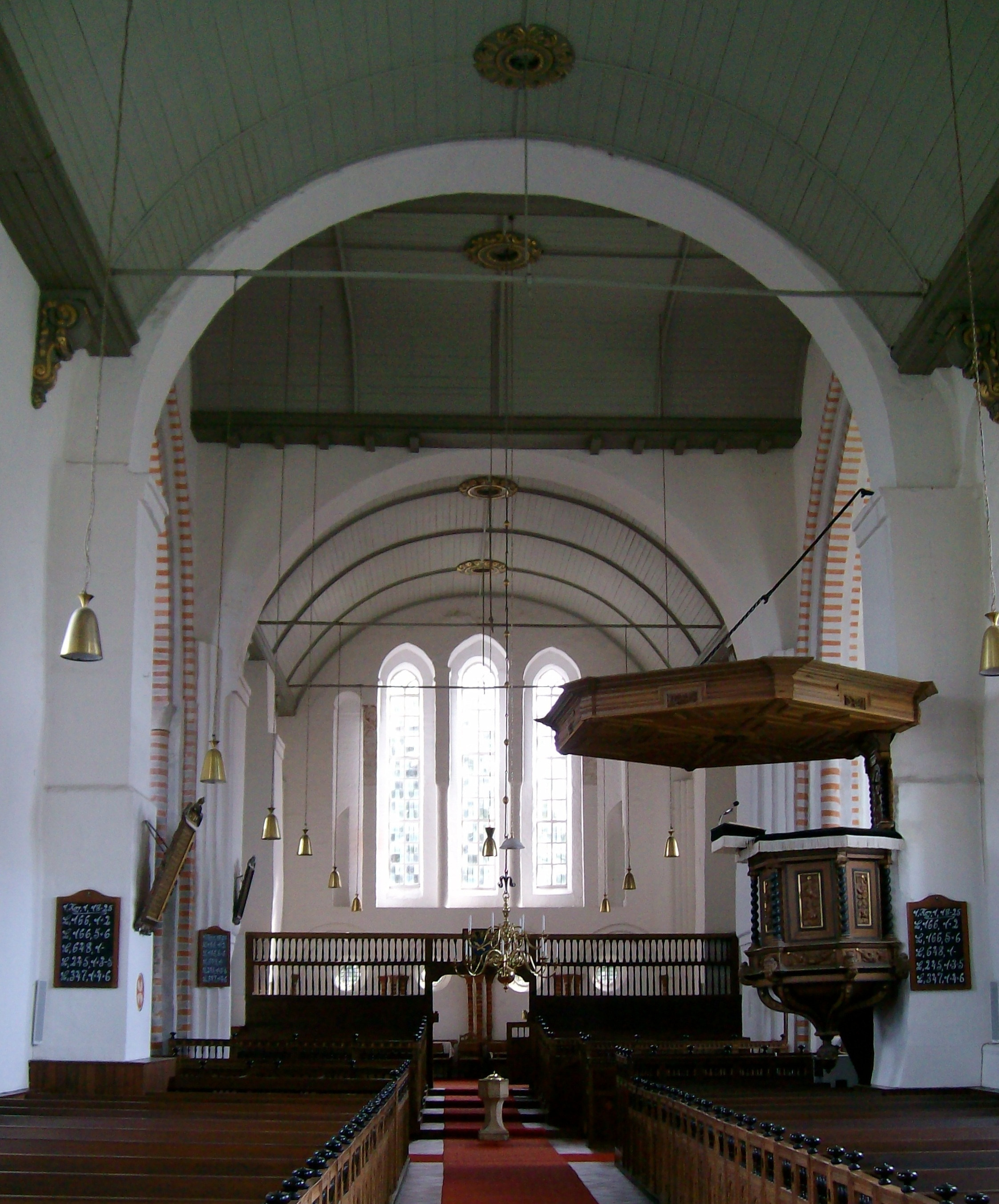
Langhaus und Chor der Reformierten Kirche in Bunde

#### Kirchen und Orgeln
Bei weitem die älteste Kirche im Gemeindegebiet ist die reformierte Kirche in Bunde (ehemals St. Martin). Sie hat einen kreuzförmigen Grundriss mit einem romanischen Langschiff aus dem frühen 13. Jahrhundert, einem Querschiff und einem Chor aus der Zeit um 1280. Im Laufe der Jahrhunderte war die Backsteinkirche außen und innen manchen baulichen Veränderungen unterworfen. Die beiden Chorflankentürme aus dem 13. Jahrhundert sind nicht erhalten; stattdessen prägt ein architektonisch unpassender Westturm aus dem Jahr 1840 das äußere Bild. Sehenswert sind der Taufstein aus dem 13. Jahrhundert sowie Kanzel und Gestühl aus Eichenholz mit Intarsien aus dem Jahr 1720. Aus der Mitte des 18. Jahrhunderts stammt der hölzerne Lettner. Von der historischen Orgel, die Hinrich Just Müller 1793 fertigstellte, ist nur noch der äußere Prospekt vorhanden, das Orgelinnere wurde 1965 von Karl Schuke (Berlin) gefertigt.
Die Landschaftspolder Kirche von 1768 ist die einzige historische Kirche in den ostfriesischen Poldergebieten. Erst im nach 1950 eingedeichten Leybuchtpolder wurden in einem Polder wieder Kirchen errichtet. Die Orgel baute Gerhard Janssen Schmid im Jahr 1814; sie wurde 1987/1988 von der Krummhörner Orgelwerkstatt rekonstruiert.
Im Jahre 1886 entstand die reformierte Kirche in Wymeer. Die neugotische Saalkirche wurde anstelle eines spätgotischen Vorgängerbaus errichtet, der im 19. Jahrhundert der gewachsenen Gemeinde nicht mehr genügte. Der frei stehende Glockenturm wurde im Jahr 1788 erbaut; die fast vollständig erhaltene Orgel von Johann Diepenbrock stammt aus dem Jahr 1888. Kanzel und Abendmahlstisch sind aus dem 16. Jahrhundert und wurden ins neue Gebäude übernommen.
Ebenfalls im neugotischen Stil entstand 1896 die reformierte Kirche in Ditzumerverlaat. Sie wurde auf Wunsch der 1887 gegründeten Kirchengemeinde gebaut, um den Fischern und Seeleuten des Ortes den weiten Fußweg zur Ditzumer Kirche zu ersparen. Im Jahre 1899 wurde die Baptistenkapelle Ditzumerverlaat als eines der kleinsten Gotteshäuser in Ostfriesland errichtet.
Neben den vier reformierten Kirchen im Gebiet der Gemeinde befinden sich in der Bunder Ortsmitte zwei weitere evangelische Kirchen, die in den 1960er Jahren errichtet wurden. Der Neubau der evangelisch-altreformierten Kirche stammt aus dem Jahr 1965 als Ersatz für einen zu klein gewordenen Vorgängerbau. Im Jahr 1980 schuf die Firma Alfred Führer aus Wilhelmshaven die Orgel, die weite Beachtung erfahren hat. Die Kirche der evangelisch-lutherischen Gemeinde wurde 1967 fertiggestellt. Die Orgel baute die Firma Paul Ott aus Göttingen im Jahr 1971.

#### Mühlen

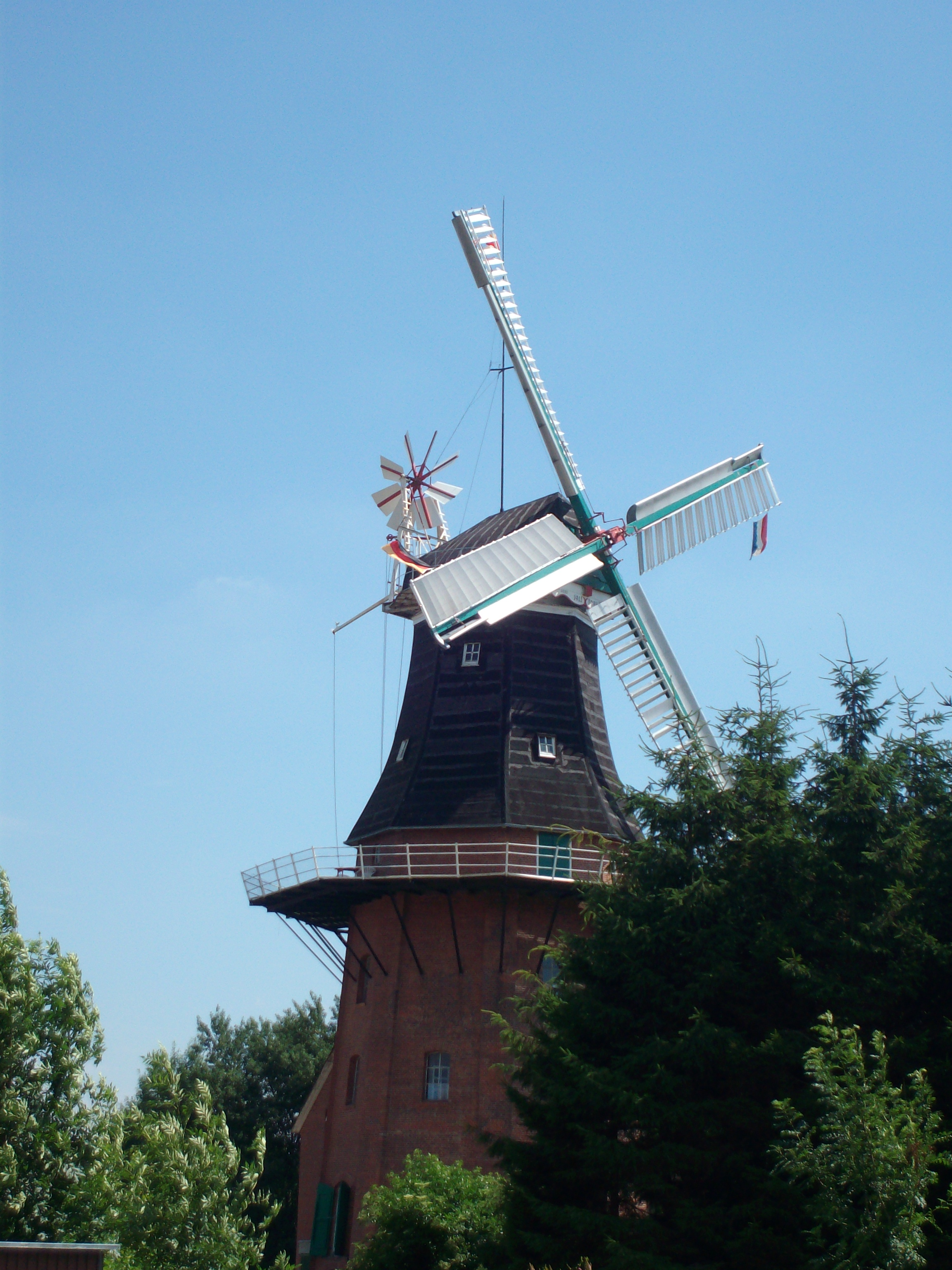
Bunder Mühle

Bereits um 1500 standen mehrere kleine Mühlen im Bunder Wüpping. 1530 wurde dort eine große Mühle gebaut, die 1594 nach Holland verkauft wurde. Die Bunder Mühle ist der drittgrößte Galerieholländer Ostfrieslands nach denen in Hage und Aurich (Stiftsmühle). Sie wurde 1869 erstmals als zweistöckiger Galerieholländer erbaut. Nach einem Brand wurde sie 1911 zu einem vierstöckigen Galerieholländer erweitert. Die Bunder Mühle wurde vom Verkehrs- und Verschönerungsverein Bunde nach abgeschlossener Restaurierung 1998 wieder in Betrieb genommen. Von der auf das Jahr 1753 zurückgehenden Königsmühle in der Mühlenstraße ist nur der Stumpf und von der Deekschen Mühle (1804) in Ditzumerverlaat der Achtkant erhalten. Auch in Bunderhee (1859) und Wymeer (um 1869) gibt es noch Mühlenstümpfe.
Am Wynhamster Kolk steht eine kleine Wind-Wasserschöpfmühle aus dem Jahr 1804. Der Erdholländer diente bis in die 1950er Jahre mit dem Wirkprinzip der archimedischen Schrauben der Entwässerung des Gebietes, das mit 2,51 Meter unter NN einer der tiefsten Punkte in Deutschland ist. Ein Zubringerschöpfwerk mit Elektropumpen machte die Mühle überflüssig, die anschließend in mehreren Etappen renoviert wurde.

#### Gulfhöfe und weitere Gebäude

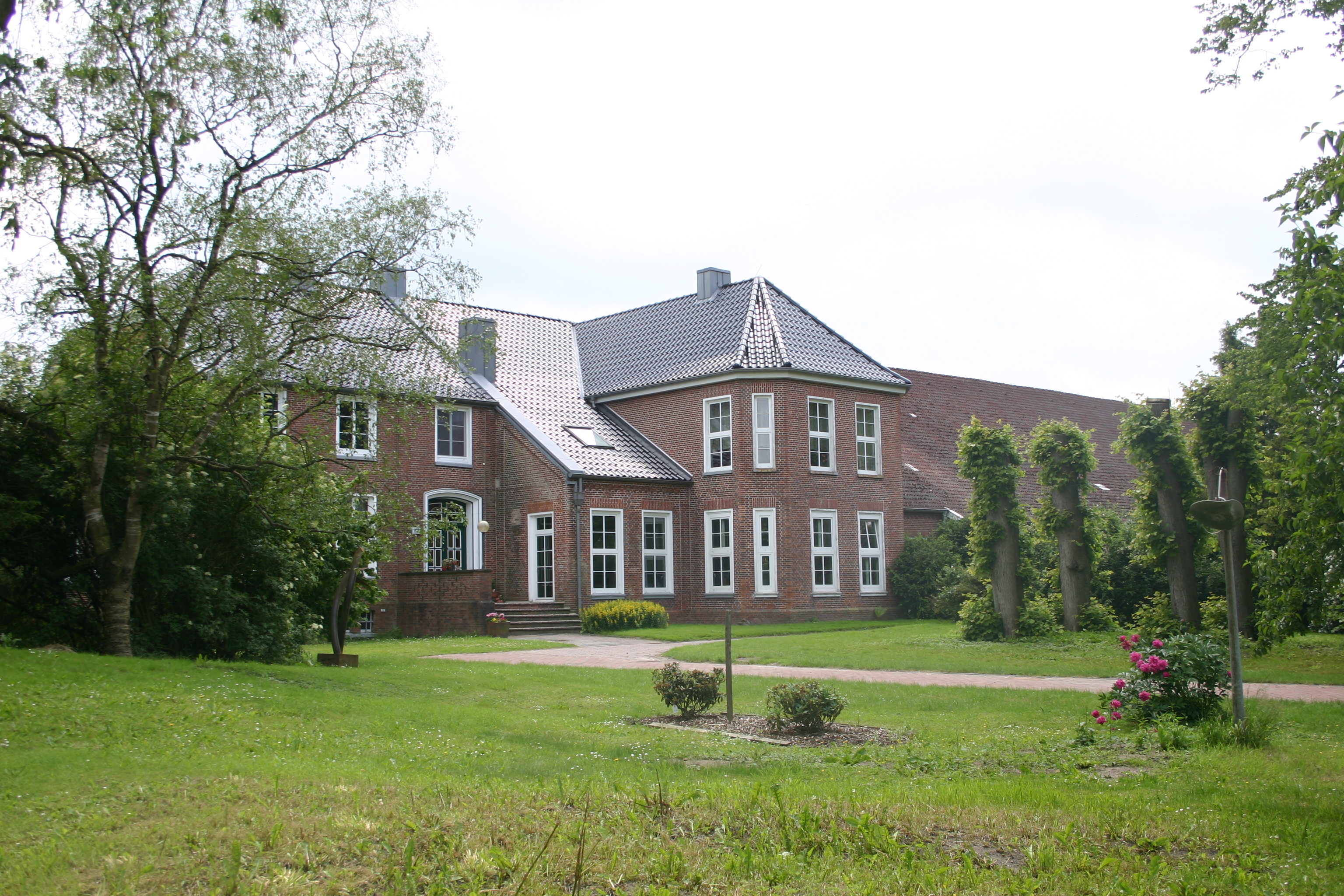
Außergewöhnlich großer Gulfhof in Landschaftspolder

Der Reichtum der Bauern in den Poldern am Dollart, der sogenannten Polderfürsten, erlaubte den Bau von teils außerordentlich großen Gulfhöfen. Beispiele gibt es im Ortsteil Landschaftspolder, wo die Scheunen in Hallenbauweise in der Regel aus sechs Gulfen mit einer Grundfläche von je etwa neun mal sechs Metern und einer mittleren Firsthöhe von mehr als zehn Metern bestehen und häufig als Doppelhöfe konzipiert sind. Einer der Höfe hat selbst für die Seemarschgebiete in Ostfriesland außerordentlich große Ausmaße und verfügt im 1882 neu und größer errichteten Wohnteil über einen nördlichen Querflügel, im Süden wurde eine Feldscheune parallel angebaut.
In Bunderhee steht ein 1887 errichtetes und 2009 saniertes Herrenhaus eines Gutshofs. Das stuckverzierte Gebäude wird vom Windenergie-Unternehmen ENOVA als Firmensitz genutzt. Eine ganze Reihe von Gebäuden und Anlagen im Gemeindegebiet stehen unter Denkmalschutz. Im Hauptort sind dies die Kirche samt Pfarrhaus und Friedhof, der ehemalige Bahnhof, ein Hotel, zwei Villen, fünf Wohnhäuser, vier Gulfhöfe, ein Lagerhaus, die ehemalige Schmiede und die Windmühle. Wymeer verfügt mit der Kirche und dem Friedhof, dem Zöllnerhaus, einem Moorkolonistenhaus und mehreren Höfen über denkmalgeschützte Bauten. Des Weiteren stehen ein Gulfhaus in Boen, ein Wohnhaus in Ditzumerhammrich, die Kirche in Ditzumerverlaat, die Wasserschöpfmühle am Wynhamster Kolk und zwei Gulfhöfe sowie ein Wohnhaus in Heinitzpolder unter Denkmalschutz. Neben dem Steinhaus Bunderhee samt der Hausgärten sind auch vier weitere Höfe in jenem Ortsteil denkmalgeschützt, in Bunderhammrich eine Domäne und zwei Gulfhäuser sowie in Bunderneuland zwei Wohnhäuser und eine Hofanlage.

### Sport

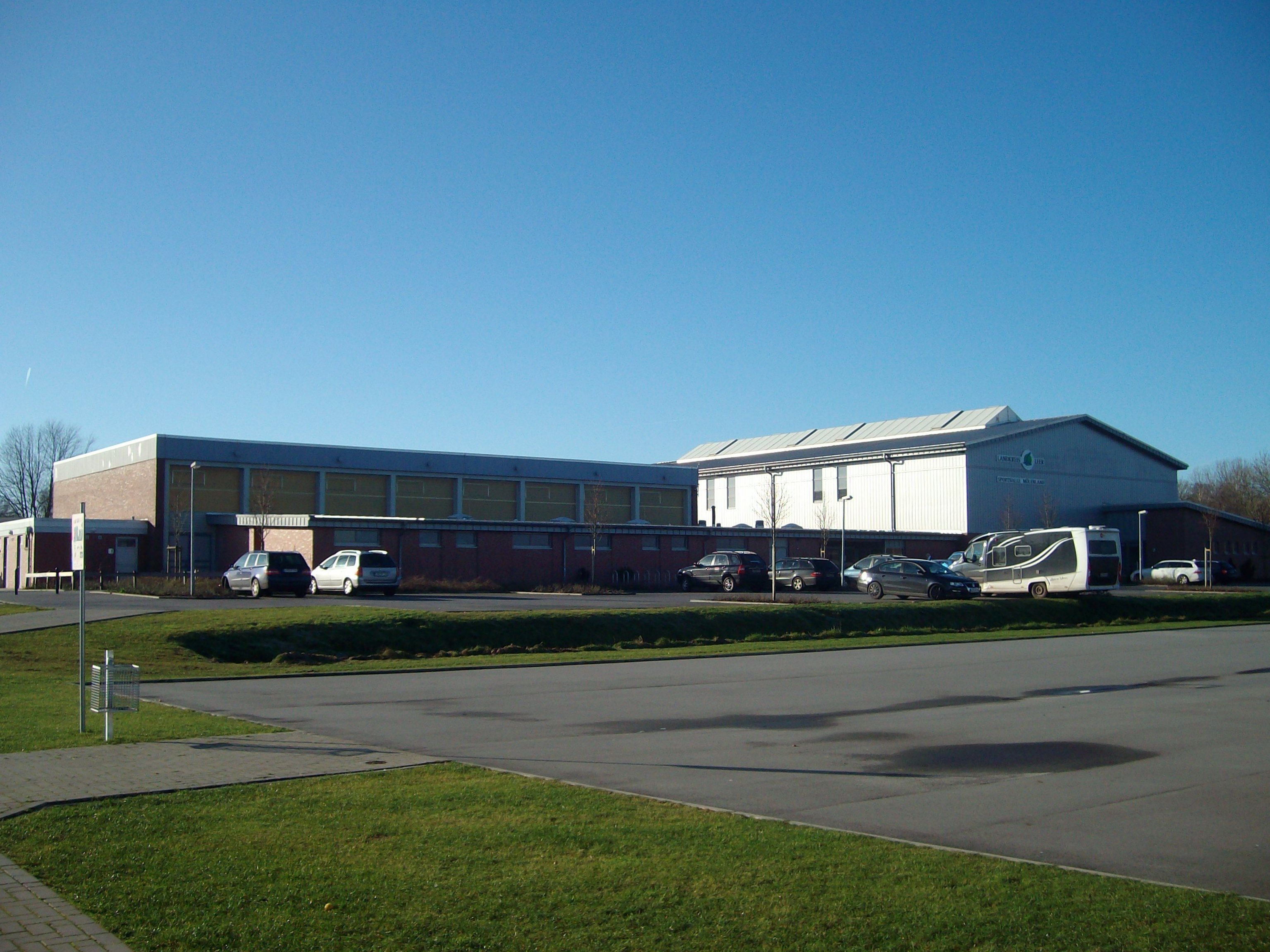
Sportanlage Mölenland

Universalsportvereine sind der TV Bunde, der SV Wymeer-Boen und der TuS Ditzumerverlaat. Der im Jahre 1909 gegründete Turnverein Bunde ist mit mehr als 1300 Mitgliedern der größte Verein der Gemeinde und bietet die Sparten Turnen, Fußball, Tennis, Tischtennis, Schwimmen, Handball und Leichtathletik an. Der Sportverein Wymeer-Boen wurde am 9. Juni 1956 gegründet. Im Gründungsjahr hatte er eine Fußball- und Tischtennisabteilung mit zusammen 79 Mitgliedern. Später kamen eine Leichtathletik- und Schießabteilung hinzu. Seit 1985 veranstaltet der Verein jährlich den Internationalen Volkswandertag in Wymeer. Die am letzten Septemberwochenende stattfindende Laufveranstaltung lockt alljährlich zwischen 600 und 700 Teilnehmer an. Die größte Teilnehmerzahl lag über tausend. Der TuS Ditzumerverlaat wurde im April 1924 als Turnverein Dollart gegründet. Nach dem Zweiten Weltkrieg änderte er seinen Namen. Er bietet die Sparten Fußball, Turnen, Tischtennis, Schwimmen, Fitness und Badminton an. In mehreren Vereinen werden die Friesensportarten Boßeln und Klootschießen betrieben. Weiterhin gibt es eine Ortsgruppe der DLRG, einen Schützenverein sowie den Reit- und Fahrverein Rheiderland mit Sitz in Bunderhee. Der Angelsportverein Rheiderland bewirtschaftet auch in der Gemeinde Bunde Gewässer.
Das Sportzentrum Mölenland im Hauptort Bunde verfügt über drei Sportplätze, zwei Turnhallen, einen Mehrzweckplatz, zwei Tennisplätze, eine Leichtathletikbahn über 400 Meter, eine Skaterbahn und ein Hallenbad, das einzige im Rheiderland. Im Hauptort gibt es eine Tennishalle und in Bunderhee eine Reithalle. Ditzumerverlaat und Wymeer verfügen über künstliche Eisbahnen zum Schlittschuhlaufen im Winter.

### Regelmäßige Veranstaltungen
In Bunde wird alljährlich der traditionelle mehrtägige Pfingstmarkt gefeiert, bei dem ein Rahmenprogramm, Verkaufsbuden und Fahrgeschäfte mehrere Tausend Besucher anlocken. Erstmals wurde die Kirmes im Jahr 1773 am Pfingstdienstag durchgeführt und in den Jahren 1850, 1970 und 1995 jeweils um einen Tag verlängert. Die kulturell geprägte Bunder Woche im Spätsommer und das Straßenfest Euro-Fete werden im jährlichen Wechsel veranstaltet. Im Rahmen der Bunder Woche, wird seit 2010 die Ehrenamtsgala durchgeführt. Der Weihnachtsmarkt wird im Ortskern in der Nähe des Rathauses und die zweijährliche Gewerbeschau im September im innerörtlichen Gewerbegebiet in Bunde abgehalten. Im Ortsteil Ditzumerverlaat finden jährlich Pullstocksprungmeisterschaften im Rahmen des Verlaatjer Pfingstmarktes statt, mit denen an die alte Querungsweise der zahlreichen kleinen Gewässer erinnert wird. Hinzu kommen ostfriesische Brauchtumsveranstaltungen wie das Aufstellen eines Maibaums. Zu Ostern werden an verschiedenen Stellen Osterfeuer entzündet. Seit 2014 organisiert die Kinder- und Jugendförderung der Gemeinde im Bunder Park eine große Ostereier Suche. Im November wird das Martinisingen abgehalten und am Abend des 5. Dezember finden traditionell Verknobelungen statt.

### Sprache

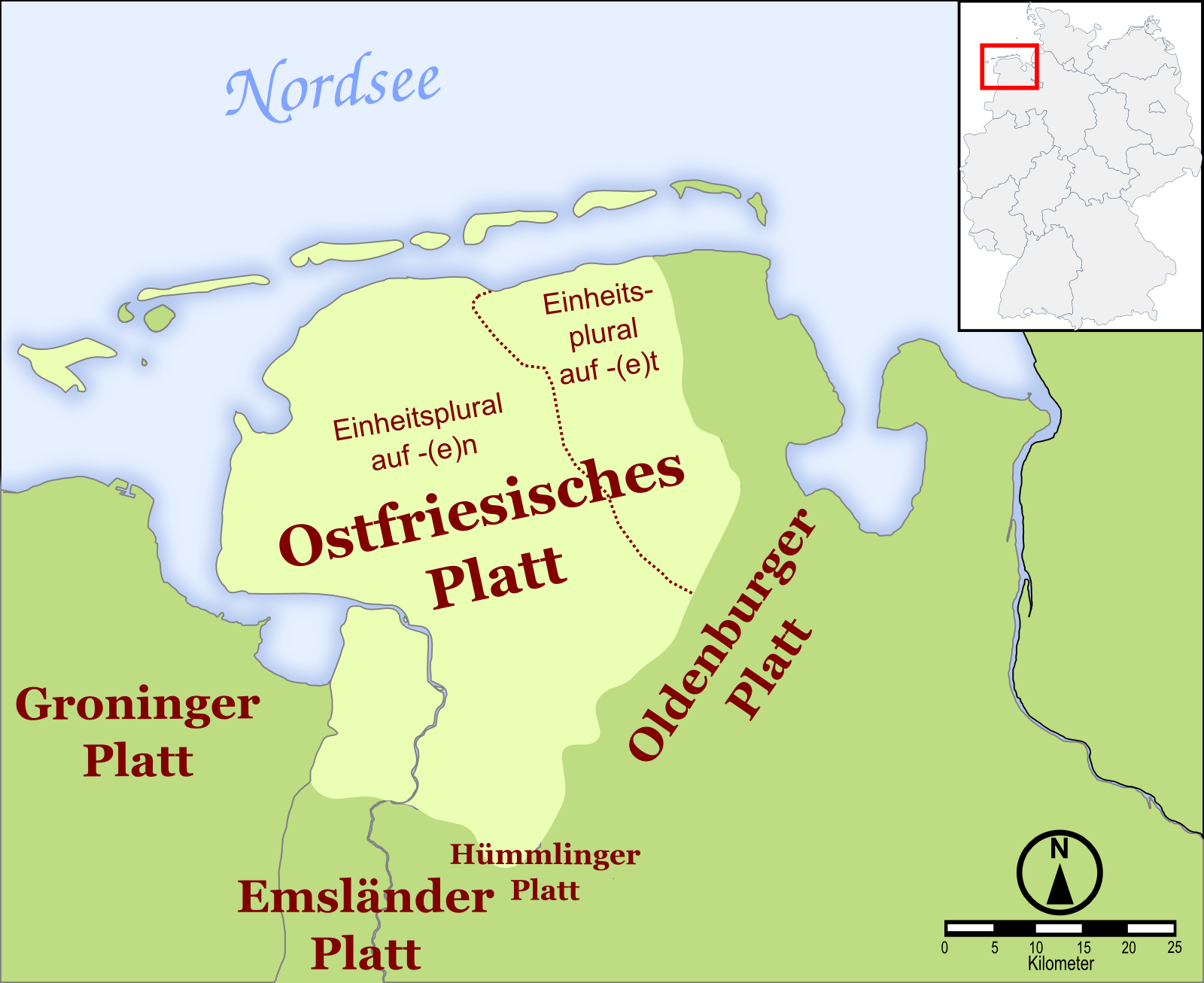
Verbreitung des Ostfriesischen Platt

In der Gemeinde Bunde werden neben Hochdeutsch Ortsdialekte des Ostfriesischen Platts gesprochen, die wie das Niederdeutsche im gesamten reformiert geprägten Westen Ostfrieslands im Laufe der Jahrhunderte einen besonders starken niederländischen Einfluss erfahren haben. Noch bis 1871 wurden in Bunde alle Einträge in den Kirchenbüchern auf Niederländisch vorgenommen. Da die meisten Gemeindeglieder des Hochdeutschen nicht mächtig wären, wurde bis weit ins 19. Jahrhundert hinein, trotz gegenteiliger Anordnung der Obrigkeit, auf Niederländisch gepredigt und wurden die niederländischen Psalmen gesungen. Erst 1936 verschwand die niederländische Sprache nach Verbot auch aus den Gottesdiensten der altreformierten Gemeinde. Heute spielt das Niederländische unter den deutschen Einwohnern in der Gemeinde nur noch insofern eine Rolle, als es starke Einsprengsel des Niederländischen im lokalen plattdeutschen Dialekt gibt. Durch die Zuwanderung von Niederländern in den vergangenen Jahren wird jedoch wieder vermehrt Niederländisch gesprochen, wenn auch weniger in der Öffentlichkeit als bei den Neubürgern zu Hause.

## Wirtschaft und Infrastruktur
Bunde ist geprägt von Landwirtschaft und Tourismus. Die Gemeinde ist kaum industrialisiert. Neben einem Gewerbegebiet im Hauptort ist nach dem Bau der A 280 in den 1990er-Jahren auch ein Gewerbegebiet an der Anschlussstelle Bunde-West in unmittelbarer Nähe zur niederländischen Grenze entstanden, in dem sich unter anderem einige kleinere Industriebetriebe angesiedelt haben. Für das Gemeindegebiet übernimmt der Hauptort Bunde die Aufgaben in der Nahversorgung.

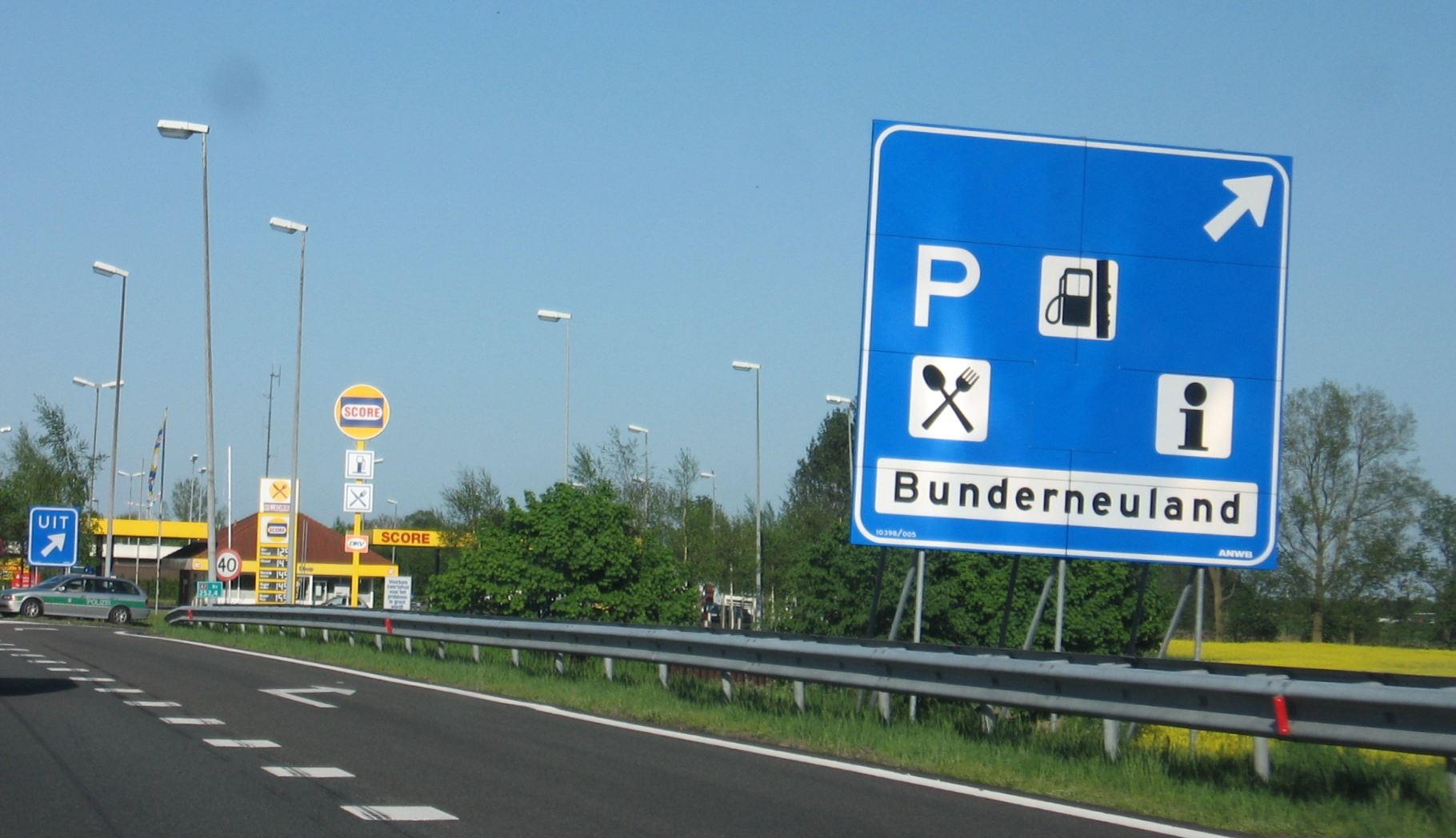
Tankstelle und Raststätte Bunderneuland an der niederländischen A 7 (die Staatsgrenze verläuft am rechten Fahrbahnrand)

Auf dem Gebiet der Gemeinde Bunde befindet sich die Tankstellen- und Raststättenanlage Bunderneuland der niederländischen Autobahn A 7. Für den regulären Kraftfahrzeugverkehr ist sie nur von der Anschlussstelle Bad Nieuweschans der Autobahn bzw. über eine Fußgängerbrücke von der gegenüberliegenden Anlage Poort van Groningen, also nur vom Staatsgebiet der Niederlande aus zu erreichen.
Bunde ist eine Auspendler-Gemeinde, in der 2678 Personen als sozialversicherungspflichtige Beschäftigte gemeldet sind, am Arbeitsort Bunde hingegen nur 1619 (Stand: 30. Juni 2022). 1043 Einpendlern aus anderen Gemeinden stehen 2105 Bunder Auspendler gegenüber (Stand: 30. Juni 2022).
Daten zur Arbeitslosigkeit in der Gemeinde selbst werden nicht erhoben. Im Geschäftsbereich Leer der Agentur für Arbeit, der den Landkreis Leer ohne Borkum umfasst, lag die Arbeitslosenquote im April 2018 bei 5,7 Prozent. Sie lag damit etwas über dem Niveau des niedersächsischen Durchschnitts von 5,4 Prozent.

### Ansässige Unternehmen
Der auf Bädereinrichtung spezialisierte Hersteller Sani-Art hat seinen Sitz in Bunde, ebenso das Transport- und Logistikunternehmen Bödeker. In der Gemeinde befindet sich eine Niederlassung des Kleinkläranlagen-Herstellers Biorock. Alle erwähnten Unternehmen sind im Gewerbegebiet Bunde-West beheimatet. Dort befinden sich auch mehrere Niederlassungen oder Tochterfirmen von niederländischen Unternehmen. Im Ortsteil Bunderhee ist das Unternehmen ENOVA mit rund 35 Mitarbeitern beheimatet, das sich auf die Projektierung von Offshore-Windparks spezialisiert hat. Bunde ist aufgrund seiner geografischen Lage zudem ein Knoten im deutsch-niederländischen Gasleitungsnetz: Über die 60 Kilometer lange Bunde-Etzel-Pipeline (BEP) ist die Gas-Kavernenanlage in Etzel mit dem Gasleitungsknoten in Bunde/Oude Statenzijl und damit an den niederländischen Gasmarkt angebunden.

### Landwirtschaft

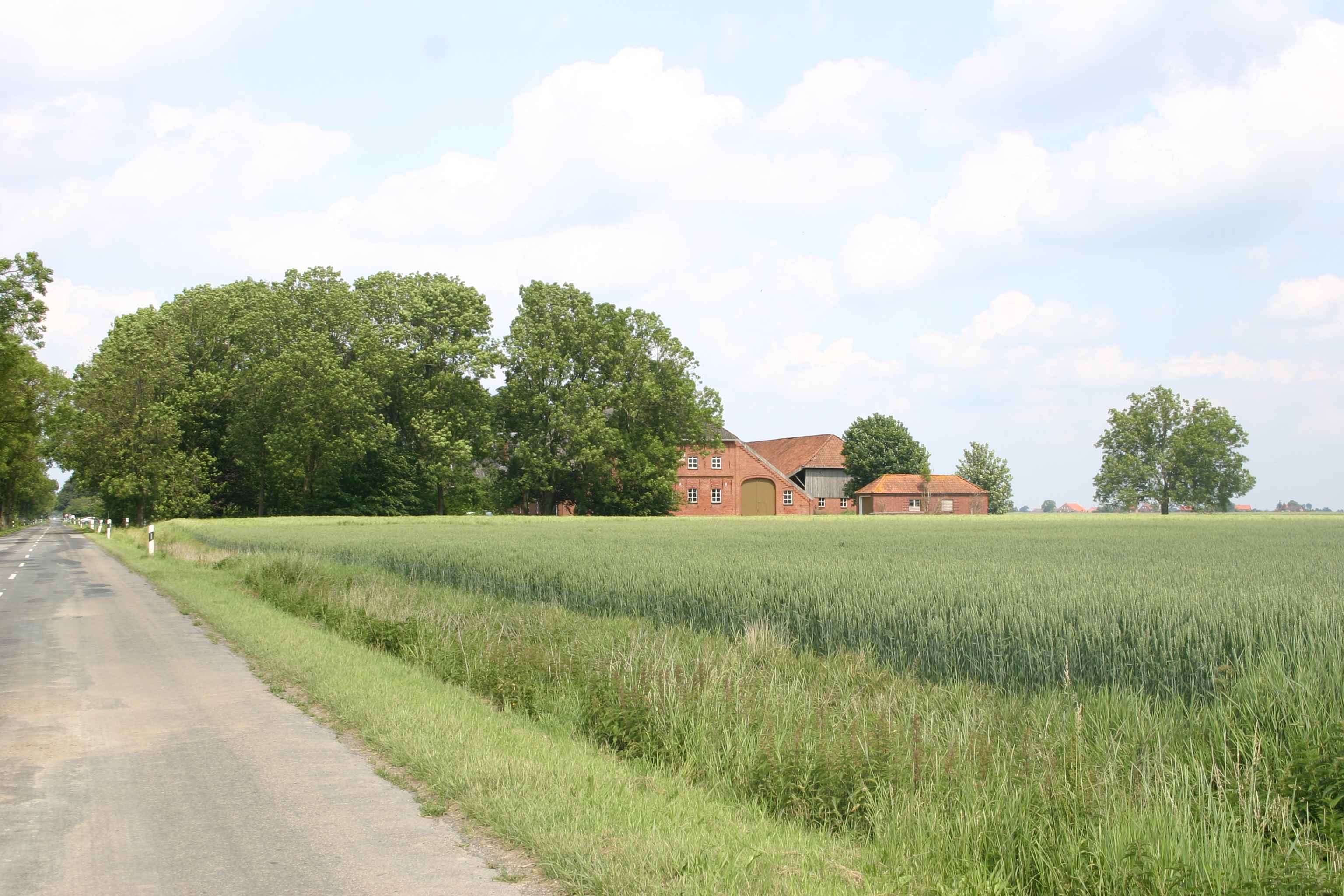
Gulfhof im Polderland

Die Gemeinde ist seit Jahrhunderten von der Landwirtschaft geprägt. Der Kolonisierung der Moore im Südosten des Gemeindegebiets durch das Upstreek-Recht folgte die landwirtschaftliche Nutzung. Die Einpolderungen im Nordwesten schufen wertvolle Böden, die für den Ackerbau genutzt werden. Auf den (teils überschlickten) Moor- und den Geestböden hingegen wird der Milchwirtschaft der Vorzug gegeben. Ackerbau wird dort lediglich im Rahmen des Anbaus von Futtermitteln, vor allem Mais, betrieben. Die Bodengüte ist im Gemeindegebiet sehr unterschiedlich: Während in den Moorgebieten Wymeers und Boens eine Bodenwertzahl von 30 erreicht wird, liegt der Wert in den Poldergebieten, etwa in Landschaftspolder, bei 90 bis 93. In den Poldern im Nordwesten werden vornehmlich Getreidearten angebaut, in geringerem Umfang auch Hackfrüchte.
Der Landkreis Leer war 2021 der siebtgrößte Milcherzeuger-Landkreis in Deutschland, wozu die Gemeinde aufgrund des hohen Flächenanteils der Landwirtschaft beiträgt. Da jedoch nur auf einem Teil des Gemeindegebietes Milchwirtschaft betrieben wird, ist der Anteil in einigen anderen Gemeinden des Landkreises höher. Schafe spielen im Wesentlichen noch bei der Deichunterhaltung eine Rolle. Sie trampeln mit ihren Hufen den Deich fest und halten zugleich die Grasnarbe niedrig. Die Schäferei hat davon abgesehen in den vergangenen Jahrzehnten an Bedeutung verloren. Die Ziegen- und Schweinehaltung ist im Vergleich zur Rinderhaltung ohne größere Bedeutung. Im Rahmen der Direktvermarktung (auch im Nebenerwerb) gibt es Ausnahmen von diesen Tendenzen. Einzelne Landwirte haben sich auf Bio-Produkte spezialisiert.
Die Besitzstruktur ist sehr unterschiedlich. In den Geest- und Moorgegenden Ostfrieslands sind die Landwirte zumeist die Eigentümer ihrer Flächen. In den Marschgebieten Ostfrieslands hingegen sind im Durchschnitt 40 Prozent der Höfe gepachtet. In den Poldern der Gemeinde Bunde liegt dieser Wert jedoch bei etwa 65 Prozent, was in Ostfriesland von keiner anderen Gemeinde erreicht wird. Wie in anderen landwirtschaftlich geprägten Gemeinden Ostfrieslands ist in der Gemeinde Bunde eine Tendenz zur Betriebsvergrößerung festzustellen. Damit geht eine Abnahme der Zahl der Höfe einher. Waren beispielsweise im Bereich Wymeer/Boen 1961 noch 51 landwirtschaftliche Betriebe ansässig, ging die Zahl bis 2001 auf 36 und 2005 auf 30 zurück. Die landwirtschaftliche Nutzung ist in den vergangenen Jahrzehnten durch die Flurbereinigung erleichtert worden. Im Bereich Boen/Wymeer wurde in den Jahren von 1982 bis 2001 eine solche Maßnahme mit 288 Teilnehmern auf einem Gebiet von 1481 Hektar durchgeführt, was 12,2 Prozent der gesamten Gemeindefläche entspricht.
Zusatzeinkünfte erzielen Landwirte durch Windkraftanlagen oder Energiegewinnung aus Biomasse. Einzelne Landwirte vermieten Zimmer an Feriengäste unter dem Motto Urlaub auf dem Bauernhof.

### Tourismus

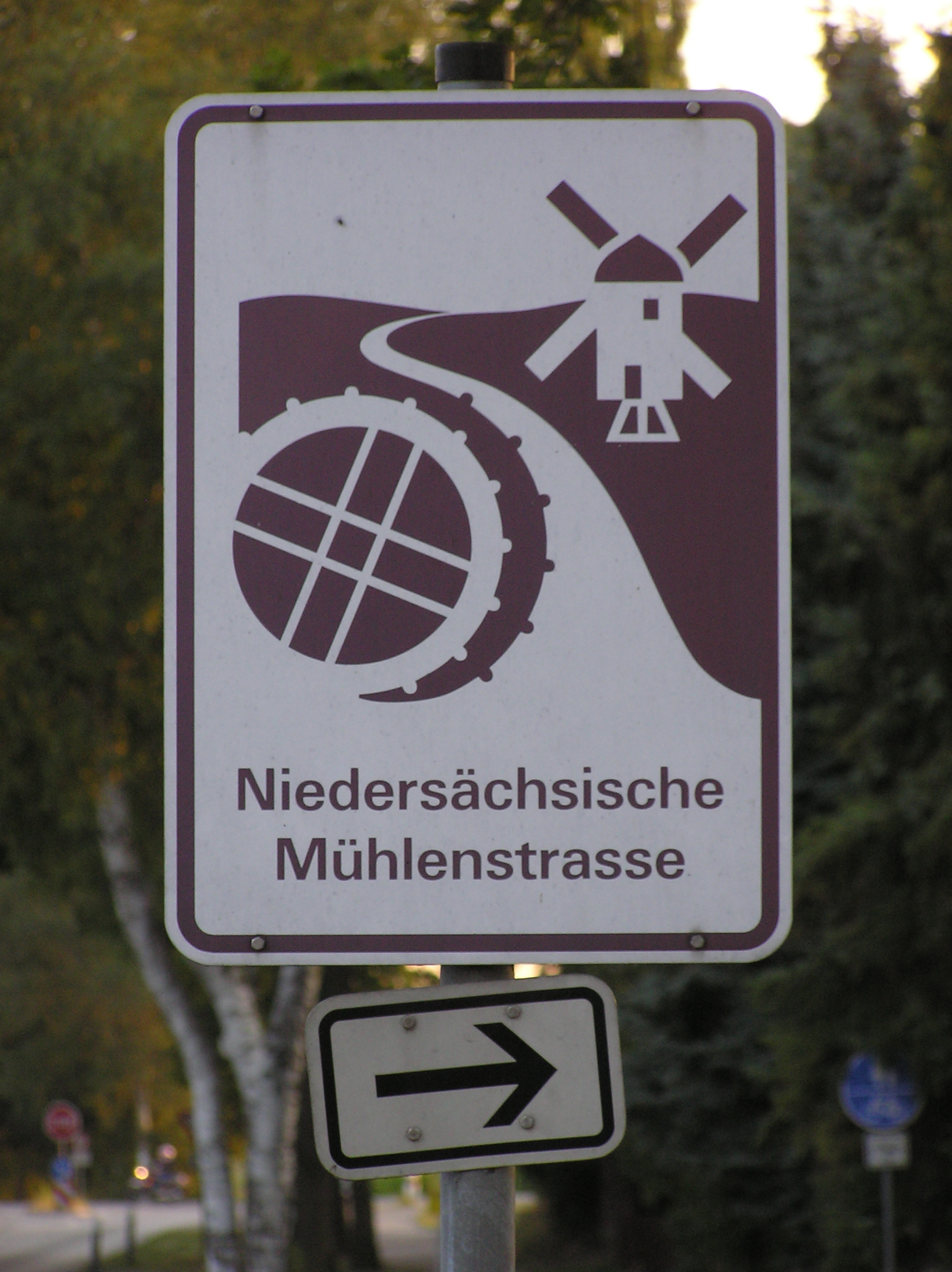
Bunde ist Station der Niedersächsischen Mühlenstraße

Der Tourismus hat in den vergangenen rund drei Jahrzehnten an Bedeutung gewonnen. 2009 wurden in der Gemeinde Bunde etwas mehr als 33.000 Übernachtungen gezählt, ein leichter Rückgang gegenüber dem Vorjahr, jedoch fast zehnmal so viele wie 1983, als 3.413 registriert wurden. Der Tourismus ist jedoch nach wie vor eher ein zusätzliches denn ein hauptsächliches Standbein der lokalen Wirtschaft. Im Vergleich mit anderen Kommunen des Landkreises Leer liegen die Übernachtungszahlen in der unteren Hälfte der Rangliste, umso mehr trifft dies im Vergleich mit den Inseln und Küstengemeinden im nördlichen Ostfriesland zu. 2009 entfielen 11.634 Übernachtungen auf Ferienwohnungen, 8648 auf Ferienhäuser und 6215 auf Hotels und Gasthöfe. Im eigenen Wohnmobil nächtigten 5611 Gäste. Die Unterkunftsbetriebe in der Gemeinde stellen rund 300 Gästebetten in zwei Hotels sowie Gasthöfen, Ferienhäusern, Ferienwohnungen und Pensionen zur Verfügung. Im Ortsteil Ditzumerverlaat gibt es das Haus des Gastes, das bei Gruppen- und Schulungsreisen verwendet werden kann. In Ditzumerverlaat befinden sich weitere Wohnmobil-Stellplätze. Seit 1998 ist die Gemeinde „staatlich anerkannter Erholungsort“.

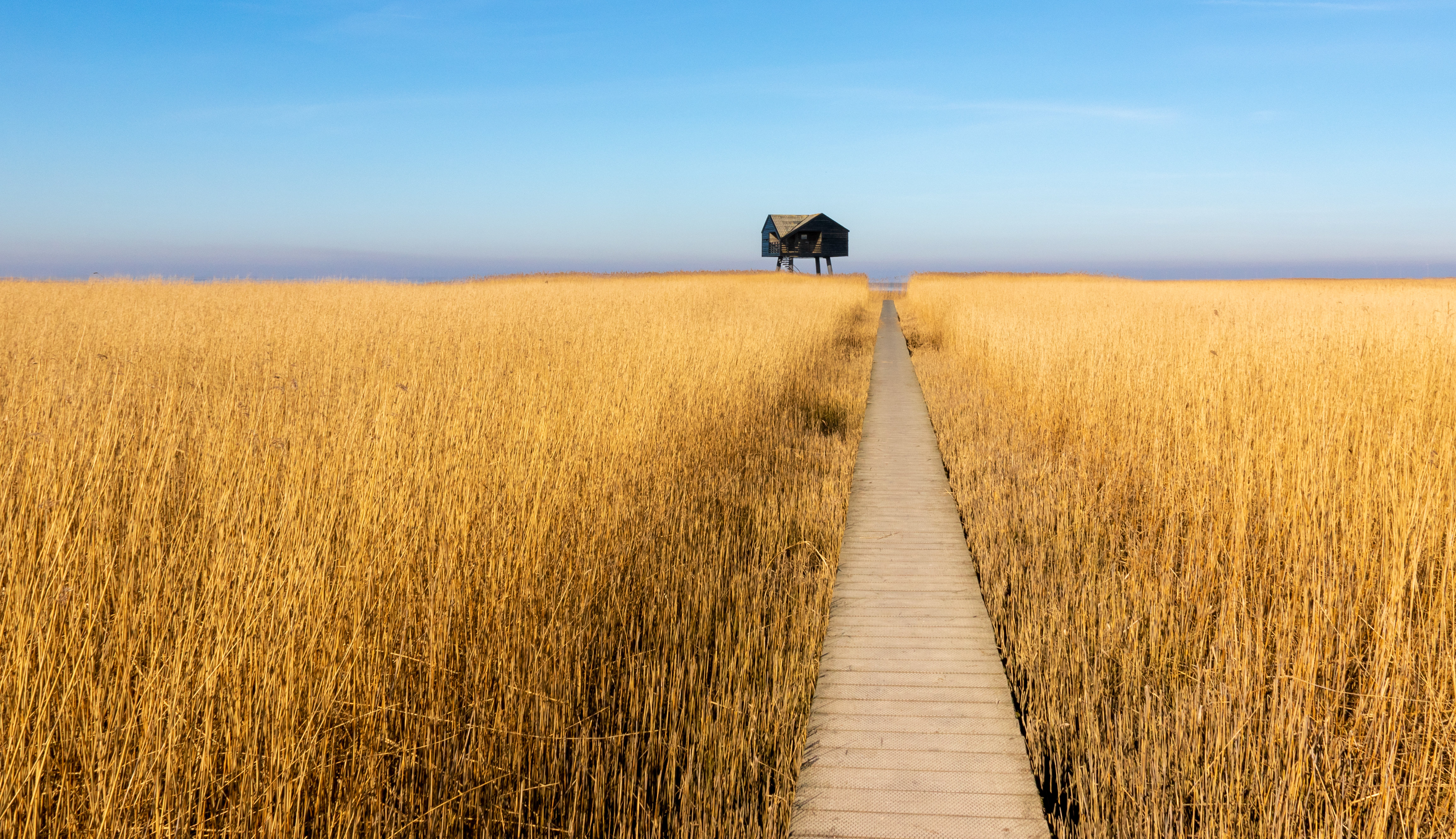
Der „Guckkasten“ zur Vogelbeobachtung an der Wattgrenze des Dollarts

Die Gemeinde setzt vor allem auf den „sanften“ Tourismus und hat in der Vergangenheit vor allem die Infrastruktur für Rad- und Wasserwanderer ausgebaut. Mit den Mühlen in Bunde und Ditzumerhammrich liegt die Gemeinde an der touristischen Themenroute Niedersächsische Mühlenstraße. Die Bunder Mühle kann besichtigt und auf Anfrage ein Mühlen-Diplom erworben werden. Bunde befindet sich zudem an der Internationalen Dollardroute, eines mehr als 200 Kilometer langen Rundkurses für Radfahrer durch Ostfriesland, Papenburg und die Provinz Groningen, der jedes Jahr Anfang Mai eröffnet wird. Der Bunder Abschnitt beträgt etwa 30 Kilometer. In Ditzumerverlaat befindet sich eine Paddel- und Pedalstation. Dort können Touristen Fahrräder und Boote ausleihen und diese an Stationen in anderen Gemeinden wieder abgeben.
Die Landwirtschaft in der Gemeinde hat ebenfalls am Tourismus Anteil, zum einen durch Übernachtungsmöglichkeiten auf Bauernhöfen. Zum anderen laden einzelne Landwirte zu speziellen Veranstaltungen ein, etwa in Heinitzpolder zur Aktion Frühstück sucht Gast oder in Landschaftspolder zum Tag der offenen Gartenpforte. Daneben bestehen an der Dollartroute sogenannte Melkhuske (Milchhäuschen) zur Versorgung mit Milchprodukten.
Der Naturschutzbund Deutschland (NABU) bietet regelmäßig geführte Touren in Vogelrastgebieten an. An der Wattgrenze des Dollarts wurde 1994 der Beobachtungsturm Kiekkaaste (Guckkasten) errichtet. Er befindet sich im Schilf in der Nähe der Schleusenanlage Nieuwe Statenzijl und ist über einen Stiefelpfad (Marcelluspfad) zu erreichen. Hier können Watvögel, Greifvögel, im Herbst durchreisende Zugvögel und gelegentlich Seehunde beobachtet werden. Auf diese Weise bleibt die Vogelwelt in den umliegenden Salzwiesen ungestört. Im Wymeerer Hammrich ermöglicht ein reetgedeckter Vogelbeobachtungsturm seit dem Jahr 2000 Einblicke in die Biotope. Seltene Vogelarten wie Blaukehlchen und Flussseeschwalben sind dort zu sehen. Im Hochmoorgebiet von Wymeer befindet sich ein Moorlehrpfad, für den Führungen angeboten werden. Seltene Pflanzenarten wie Sonnentau, Gagelstrauch und Wollgras und Tiere wie die Waldeidechse und Kreuzotter sind dort beheimatet.

### Verkehr

Verkehrsachsen in Ostfriesland: Bunde (an der Grenze zu den Niederlanden) verfügt über eine Autobahnanbindung

Die Gemeinde wird in erster Linie durch die Autobahnen 31 und 280 erschlossen. Bunde besitzt neben dem Autobahndreieck Bunde zwei Autobahnauf- und -abfahrten; eine davon direkt am Gewerbegebiet Bunde-West (A 280), unmittelbar vor der Grenze zu den Niederlanden. Die zweite Auffahrt ist die Anschlussstelle Weener(/Bunde) an der A 31. Diese Autobahn, die Emden mit dem Ruhrgebiet verbindet, verläuft nahezu genau auf der Ostgrenze der Gemeinde zur Stadt Weener, die kurze A 280 verbindet die A 31 mit dem niederländischen Rijksweg 7.
Die Landesstraße 16 beginnt nahe Ditzum in der Nachbargemeinde Jemgum und führt in südlicher Richtung über Bunderhee nach Bunde, wo sie an der Anschlussstelle Weener der A 31 in die Bundesstraße 436 in Richtung Leer übergeht. Die L 17 führt von der Nachbarstadt Weener über Boen und Wymeer zur niederländischen Grenze. Die Anbindung der weiteren Ortschaften erfolgt über Kreisstraßen.
Der Bunder Bahnhof an der Strecke Leer–Groningen ist nicht mehr in Betrieb. Eine Wiedereröffnung wird jedoch geprüft. Die nächsten Bahnhöfe sind derzeit Weener und Nieuweschans, die nächsten Fernbahnhöfe mit Anschluss an das Intercity-Netz befinden sich in Leer oder in Groningen. Das Bunder Bahnhofsgebäude wurde umgebaut und beherbergt nun Wohnungen sowie die örtliche Polizeistation.
Busse bilden den öffentlichen Nahverkehr. Die DB-Tochter Weser-Ems Bus bedient mehrere Linien, die Bunde mit dem Umland verbinden: Die Linie 620 führt von Leer über Weener nach Bunde und weiter ins niederländische Nieuweschans. Die Linie 624 beginnt in Leer und führt über Weener nach Kanalpolder am Dollart. Die Buslinie 632 verläuft vom Weeneraner Stadtzentrum über Boen nach Wymeer und bindet das südliche Gemeindegebiet an. Durch die in Bunde beginnende Buslinie 641 ist das Gemeindegebiet auch mit Papenburg verbunden. Während die Linie 620 (Leer-Nieuweschans) im Stundentakt verkehrt, sind die anderen Linien im Wesentlichen auf die Bedürfnisse des Schulverkehrs ausgerichtet, stehen aber auch anderen Fahrgästen zur Verfügung.
Der nächstgelegene Flugplatz ist Leer-Papenburg im Leeraner Stadtteil Nüttermoor. Internationale Verkehrsflughafen sind in Groningen oder Bremen.

### Medien
Bunde liegt im Verbreitungsbereich der beiden lokalen Tageszeitungen Rheiderland-Zeitung und Ostfriesen-Zeitung. Während die in der Nachbarstadt Weener erscheinende Rheiderland-Zeitung ihre Leserschaft im gleichnamigen Landstrich hat, ist die in Leer erscheinende Ostfriesen-Zeitung die einzige, die in der gesamten Region Ostfriesland (mit verschiedenen Lokalausgaben) verbreitet wird. Redaktionell betreut wird die Gemeinde Bunde in beiden Fällen von Weener aus. Aus der Gemeinde berichtet zudem der Bürgerrundfunk-Sender Radio Ostfriesland. Verschiedene anzeigenfinanzierte Blätter runden das Medienangebot ab.

### Bildung

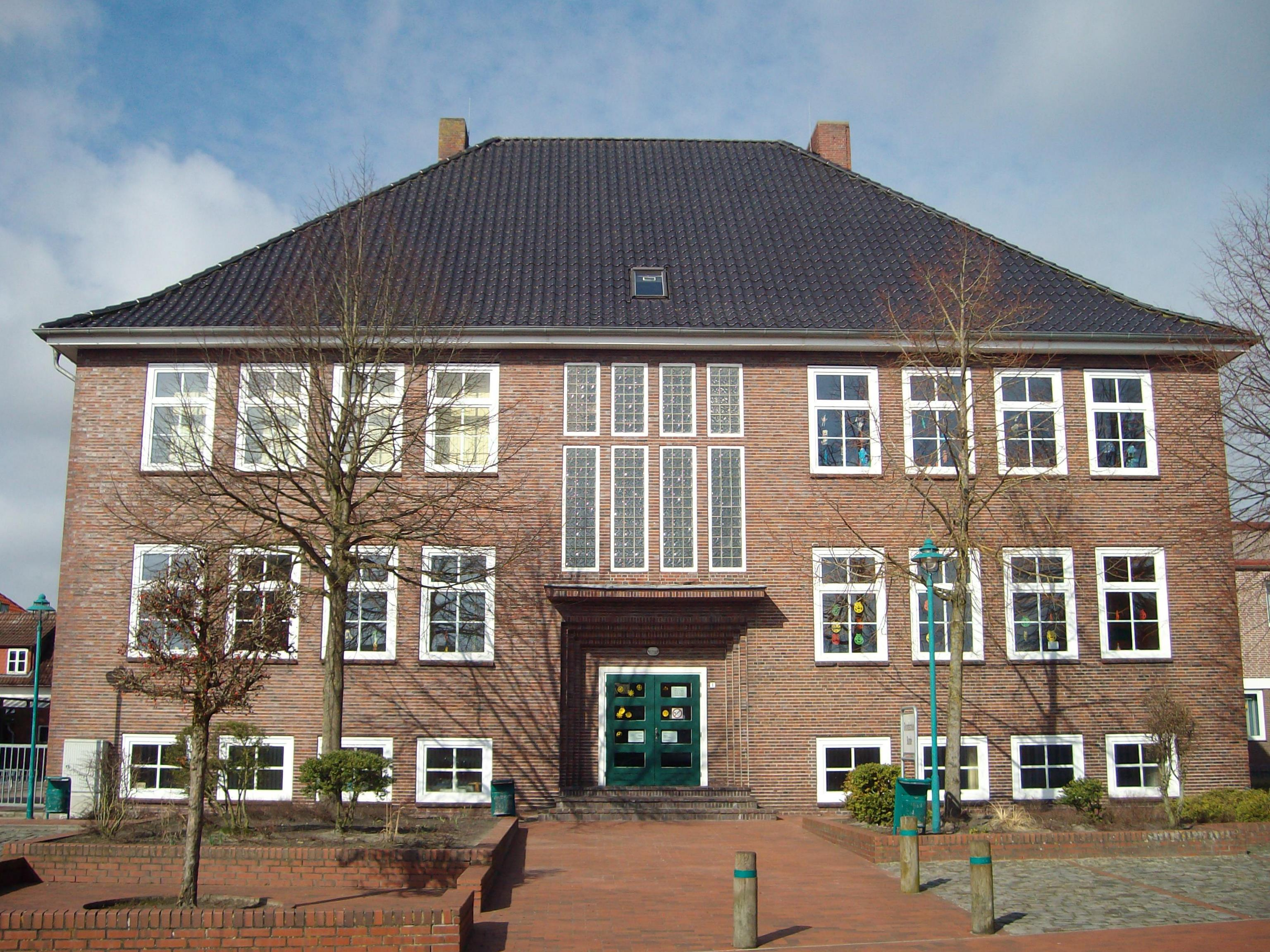
Grundschule in Bunde von 1931

In der Gemeinde gibt es je eine Grundschule in Bunde, Wymeer und Ditzumerverlaat sowie die Haupt- und Realschule Bunde, seit 1. August 2007 mit Ganztagsunterricht. Wegen zu geringer Schülerzahlen in Ditzumerverlaat werden die Schüler der dortigen Grundschule in sogenannten Kombi-Klassen unterrichtet: Erst- und Zweitklässler sowie Dritt- und Viertklässler bilden jeweils eine gemeinsame Klasse. Die Grundschulen befinden sich in Trägerschaft der Gemeinde, die Haupt- und Realschule in Trägerschaft des Landkreises. Die nächstgelegenen Gymnasien und berufsbildenden Schulen befinden sich in Leer. Kindertagesstätten unter der Regie der Gemeinde befinden sich in Wymeer und Heinitzpolder. Im Hauptort Bunde ist die evangelisch-reformierte Kirche Träger der Kindertagesstätte. Eine Außenstelle der Kreisvolkshochschule ist in Bunde ansässig. Mit dem Jugendbüro betreibt die Gemeinde seit 2007 eine Einrichtung der offenen Jugendarbeit, die einen Teil der Kulturarbeit in der Gemeinde übernimmt. Seit 2021 werden Angebote der Jugendarbeit sowie Beratungs-, Bildungs- und Begegnungsangebote im neu errichteten Familienzentrum verBUNDEnheit verortet. Die nächstgelegene Fachhochschule ist die Hochschule Emden/Leer, die nächstgelegene deutsche Universität die Carl von Ossietzky Universität Oldenburg.

### Öffentliche Einrichtungen
Neben der Gemeindeverwaltung und ihren nachgeordneten Betrieben befindet sich im Hauptort Bunde eine Polizeistation. An der Autobahn ist in Grenznähe ein Revier der Bundespolizei beheimatet. In Bunde gibt es darüber hinaus eine Genehmigungsstelle für Schwertransporte mit elf Mitarbeitern. Diese bearbeiten jährlich etwa 11.000 Anträge. Eine der Rettungswachen für das Rheiderland befindet sich aus geografischen Gründen in Bunderhee, weil das nördliche Rheiderland von dort aus schneller zu erreichen ist als von Weener, wo sich die zweite Rettungswache befindet. Die Freiwillige Feuerwehr in Bunde ist ehrenamtlich aufgestellt. Feuerwehrhäuser finden sich in allen Ortschaften, außer in Boen, welche durch die Feuerwehr in Wymeer abgedeckt wird. Die Ortsfeuerwehr Bunde fungiert als Stützpunktfeuerwehr und rückt zur Unterstützung in die anderen Ortsteile aus. In den Bunder Ortsteilen Wymeer und Dollart/Ditzumerverlaat befindet sich je eine von rund 1800 Messstellen des Radioaktivitätsmessnetzes des Bundesamts für Strahlenschutz (BfS). Die Messstation misst die Gamma-Ortsdosisleistung (ODL) am Messort und sendet die Daten an das Messnetz. Die über 24 Stunden gemittelten Daten können im Internet abgerufen werden.

## Persönlichkeiten

### In Bunde geboren

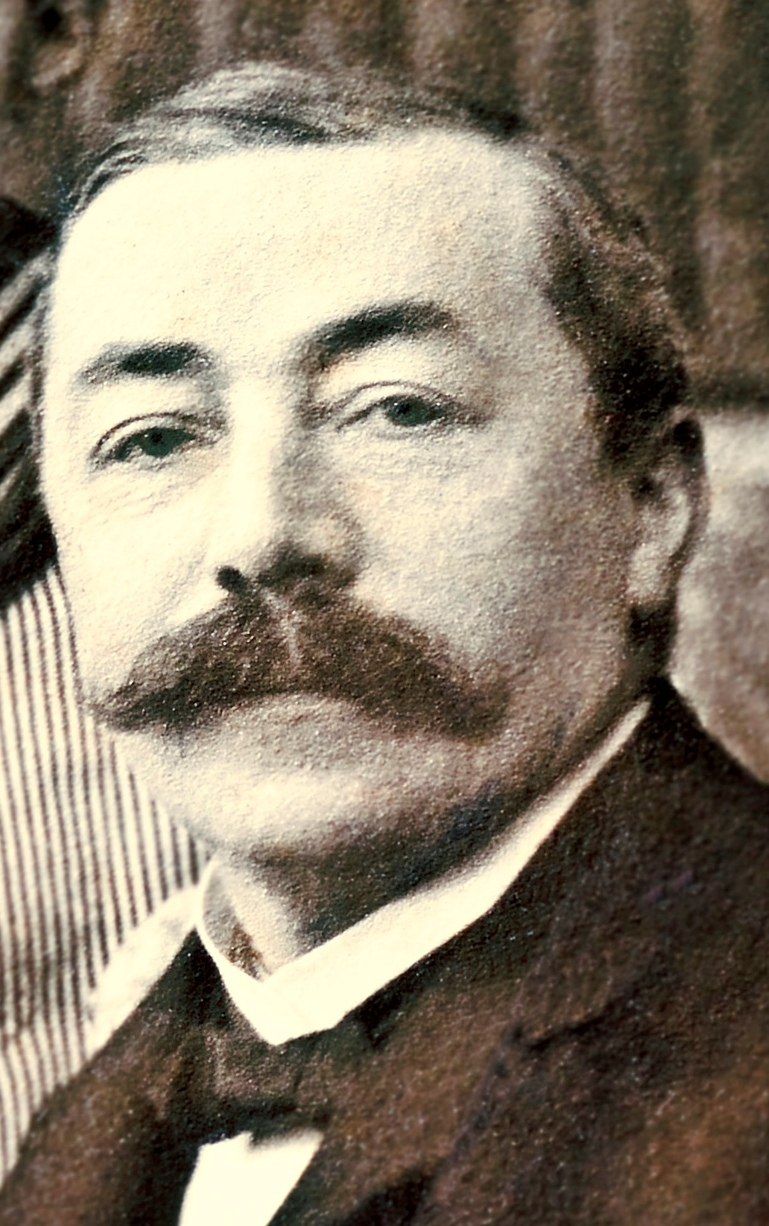
Dietrich Mülder 1908

Zwei Personen aus den Bereichen der Theologie und der Sprachwissenschaft wurden in der Gemeinde geboren. Peter Johannes de Neui (1828–1907) war einer der bedeutendsten Missionare der nordwestdeutschen und Mitbegründer der niederländischen Baptisten. Er stammte aus Ditzumerverlaat. Der Altphilologe Dietrich Mülder (1861–1947) wurde in Bunde geboren. Er machte sich unter anderem mit Arbeiten über Homer einen Namen.
Im Bereich Kunst und Kultur ist die Schriftstellerin Katrin de Vries zu nennen, geboren 1959 in Heinitzpolder. Der Regisseur Hans-Erich Viet (* 1953) stammt ebenfalls aus Bunde. In seinen ersten Filmen setzte er sich mit seiner Heimatregion auseinander: Schnaps im Wasserkessel von 1991 über das Leben von Landarbeitern wurde 1992 mit dem Adolf-Grimme-Preis mit Bronze ausgezeichnet. Der Spielfilm Frankie, Jonny & die anderen (1993) erhielt den Max-Ophüls-Preis. Viet hat bei mehreren Folgen der Fernsehserien Großstadtrevier und Polizeiruf 110 Regie geführt.
Eine Reihe von Politikern stammt aus der Gemeinde. Jacques Groeneveld (1892–1983), NSDAP-Politiker und Landwirt aus Bunderhee war von 1933 bis 1945 Reichstagsabgeordneter und hatte weitere führende Positionen inne. So war er unter anderem Landesbauernführer der Landesbauernschaft Weser-Ems in Oldenburg. Theus Bracht (* 1900 in Ditzumerverlaat; † 1963 ebenda) war von 1947 bis zu seinem Tode Landtagsabgeordneter der SPD. Gerhard Eberhard Pannenborg (1903–1979) war hauptamtlicher SS-Mitarbeiter und amtierte zwischen 1937 und 1945 als Landrat des Kreises Mohrungen in der preußischen Provinz Ostpreußen. Luise Schapp (* 1912 in Bunde; † 2016), war CDU-Politikerin und Landtagsabgeordnete (1970–1978) im Wahlkreis Aurich. Sie war mit dem Philosophen Wilhelm Schapp verheiratet und in Aurich als Rechtsanwältin tätig. In Bunde wurde 1954 Reinhold Robbe geboren, SPD-Bundestagsabgeordneter von 1994 bis 2005 und anschließend fünf Jahre lang Wehrbeauftragter des Deutschen Bundestages. Die ehemalige Landtagsabgeordnete für den Wahlkreis, Johanne Modder, stammt aus Bunderhee (* 1960).

### Mit Bunde verbunden

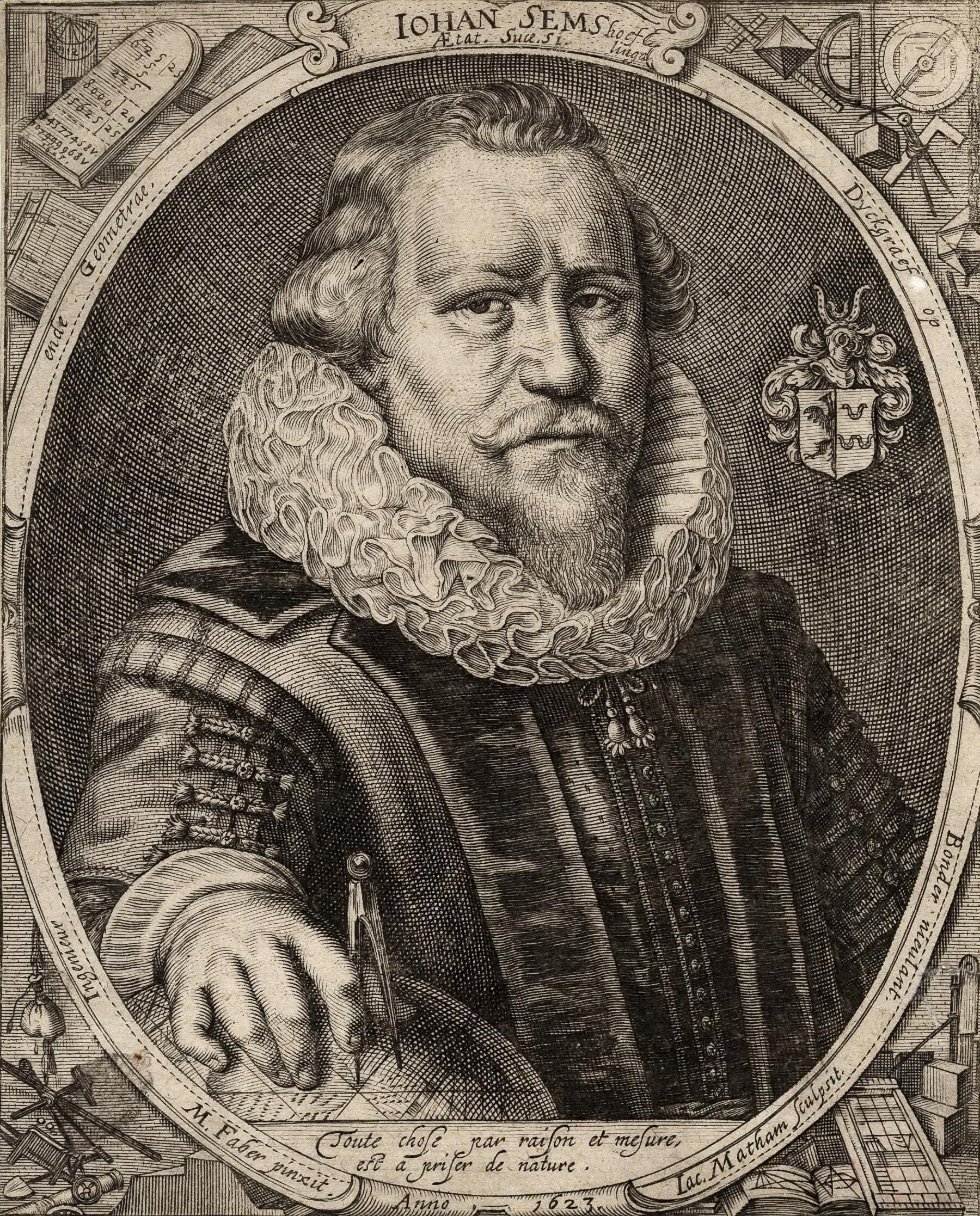
Johan Sems

Der niederländische Kartograf Johan Sems (1572 bis etwa 1635) war eine Zeit lang in Bunde tätig, wo er an der Vermessung des Bunder Neulands beteiligt war. Zeitweilig war er Deichgraf in Bunderneuland. Der niederländische Autor Louwrens Penning verbrachte seine Jugend in Bunde, als sein Vater von 1862 bis 1869 erster Pastor der altreformierten Gemeinde war.
Der aus der Grafschaft Bentheim stammende reformierte Pastor Arnold Wilhelm Nordbeck war von 1886 bis 1922 Pastor in Landschaftspolder. Er gründete einen ersten christlichen Arbeiterverein in der Gemeinde und war Wegbereiter einer ersten (Land-)Arbeitersiedlung in den Poldergebieten. Walter Herrenbrück junior (* 1939 in Leer), späterer Landessuperintendent der evangelisch-reformierten Kirche, absolvierte in Bunde sein Vikariat.
Georg Klein (* 1953 in Augsburg), ist Schriftsteller und Träger mehrerer Literaturpreise sowie des Niedersächsischen Staatspreises (im Jahre 2012). Er ist mit der Schriftstellerin Katrin de Vries (siehe oben) verheiratet und lebt in Bunde.